# Питри, Флиндерс
Сэр Уи́льям Мэ́ттью Фли́ндерс Пи́три (также Петри, англ. William Matthew Flinders Petrie; 3 июня 1853, Чарлтон, Кент — 28 июля 1942, Иерусалим, Подмандатная Палестина) — видный британский археолог, один из основоположников современной египтологии. Профессор археологии Лондонского университетского колледжа (в 1892—1933). Член Лондонского королевского общества (1902) и Британской академии (1904), рыцарь-бакалавр (1923).
По определению Брайана Фейгана, Флиндерс Питри, который революционизировал методы раскопок и разработал систему датировок по стратиграфической шкале, может считаться одним из величайших археологов XX века. Участвовал более чем в пятидесяти крупных археологических раскопках (между 1881—1936 годами в среднем раскапывал по памятнику в год), опубликовал более ста книг и отчётов, несколько сотен статей и рецензий. Его учебник «Методы и цели археологии» (1904) несколько десятилетий оставался единственным такого рода изданием на английском языке. Стратиграфические разрезы сделал обязательными для американской археологии ученик Питри Джордж Рейснер, хотя сам Питри далеко не всегда последовательно придерживался им же разработанной методики. В то же время он полностью разделял евгенические взгляды Гальтона, необоснованно связывая археологические культуры и «расы», борьбой которых объяснял ход исторического прогресса.
Не имевший даже школьного образования Флиндерс Питри известен огромным количеством открытий. Таковы: фаюмские портреты, протосинайская письменность, доказательство, что египетская цивилизация развивалась не изолированно (на материале находок микенской керамики), и составление стратиграфической археологической датировки додинастического некрополя Накада. Крупнейшим проектом Питри стали раскопки Ахетатона, на руинах которого обнаружились архив дипломатической переписки времён правления Эхнатона и памятники амарнского искусства, а также Стела Мернептаха, на которой впервые было запечатлено название «Израиль». В 1920-х годах Питри переориентировался на исследования в Палестине (на территории которой впервые вёл раскопки в 1890 году). На раскопках в Телль эль Хеси разработал перекрёстную стратиграфию на материале палестинской и египетской керамики II—I тысячелетий до нашей эры. Скончался и похоронен в Иерусалиме. В его честь назван Музей египетской археологии Питри, основную часть коллекции которого Флиндерс Питри собирал в период 1883—1913 годов.

## Биография

### Годы становления

#### Происхождение

Уильям Питри в годы своей женитьбы

Инженер Уильям Питри (1821—1908) возводил свою генеалогию к шотландскому богослову Александру Питри, скончавшемуся в 1662 году. В 1829—1837 годах Уильям с отцом, носившим то же имя, находился на мысе Доброй Надежды, где генерал-комиссар Питри занимался снабжением британской армии на Кафрской войне. Соседями оказались астрономы Джон Гершель и Чарльз Пьяцци Смит. Со Смитом Питри всю жизнь дружили домами. После возвращения из Африки У. Питри учился в университете Франкфурта-на-Майне, затем работал геодезистом при прокладке железных дорог. Он хотел жениться на дочери Пьяцци Смита, но семья потенциальной невесты отвергла его. Далее Уильям заинтересовался Энн Флиндерс, единственной дочерью исследователя Австралии, девятью годами старше него. Семья Энн была связана родственными узами с Джоном Франклином и Альфредом Теннисоном, с представителями этих семейств Флиндерс Питри также переписывался всю жизнь. Сама Энн публиковалась на религиозные темы и была склонна к экзальтации, страдала сильными мигренями. В 1845 году она стала соосновательницей Mutual Information Society, члены которого собирались в домах его участников, в том числе Флиндерсов, обсуждая моральные или религиозные темы; Уильям Питри вошёл в общество в 1846 году.
В 1848 году У. Питри продемонстрировал изобретённую им дуговую лампу мощностью 800 свечей в Национальной галерее в Лондоне, изобретение было запатентовано. Питри в 1851 году осуществил иллюминацию Манчестера в честь визита королевы Виктории. Однако электрические опыты не приносили доходов, и У. Питри с 1851 года работал в химической фирме за 2 фунта стерлингов в неделю, предложив проект использования платиновых катализаторов для производства серной кислоты. В июне того же года он сделал предложение 39-летней Энн Флиндерс, располагавшей рентой в пару сотен фунтов в год, что гарантировало минимальный достаток молодой семьи. Энн владела двумя домами в Чарлтоне. Родители Уильяма не приняли его брака и перестали помогать материально. 2 августа 1851 года прошло венчание в чарлтонской церкви Св. Фомы. Медовый месяц провели на острове Уайт, причём молодожёны оплатили его поровну. Жить было нелегко: смены Уильяма на химическом заводе приходились на вторники, среды и четверги, когда приходилось вставать в половину третьего утра, чтобы дойти за семь миль пешком: денег на экипаж не было. Владелец фирмы в конце концов стал оплачивать ему съёмную комнату в Кеннингтоне.

#### Детство и отрочество

Восьмилетний Уилл Питри с матерью Энн, урождённой Флиндерс

3 июня 1853 года после тяжёлых родов у 41-летней Энн появился на свет сын, записанный в свидетельстве как «Уильям Мэттью Флиндерс». Уильям-старший шокировал медиков и родственников тем, что всё время родов находился рядом с женой. Далее её отправили на восстановление в Гастингс, а ребёнка оставили на попечение кормилицы. Новость о рождении племянника достигла двоюродного деда — известного юриста Сэмюэла Питри. Будучи бездетным холостяком, он открыл для Уильяма-младшего трастовый фонд, которым должна была распоряжаться его мать. Правительство Нового Южного Уэльса в том же году присудило Энн Флиндерс пенсию в 100 фунтов стерлингов в год. Раннее развитие сына всячески поощряли оба родителя. Как только он освоил счёт и цифры, отец задавал ему измерять диаметр тарелки, формат читаемой книги, показания термометра и барометра, вес яблока, и так далее. Он же учил молитвам и настаивал на строгом соблюдении воскресного дня, как было принято в секте; когда Уильям-младший подрос, Питри-старший брал его на распространение религиозной литературы и брошюр по гомеопатии. Секта Уильяма-старшего (так называемые «Плимутские братья») не одобряла крещения младенцев, но Энн воспользовалась командировкой мужа и крестила сына в англиканской церкви Св. Фомы; в итоге он посещал молитвенный дом с отцом по утрам и церковь с матерью после обеда.
В четыре года Флиндерс Питри заболел тяжёлым бронхитом, несколько дней его состояние было критическим, но он выжил. Однако лёгочная болезнь перешла в хроническую фазу, и зимой он не мог покидать тёплого помещения; нередки были и приступы астмы. Из-за этого он не имел возможности играть на воздухе с детьми и посещать школу; впрочем дети знакомых и родных приходили домой и играли с ним в шахматы и шашки. Подруга матери Минни Голдсмит принесла мальчику лекции об иероглифике, и он деятельно занялся изучением и переписыванием знаков; в автобиографии Питри заявил, что интерес к его будущей карьере сложился в очень раннем возрасте. Попытки давать ему систематическое образование провалились, главным образом, из-за своенравия и неумения гувернанток и учительниц совладать с интеллектуальным ребёнком. В 1859 году отец перешёл на строящийся в Нетли химический завод, однако тамошний климат спровоцировал у сына сильный астматический приступ. Впрочем, оправившись, он помогал отцу в строительстве и отделке церковной школы, и научился работать руками.
В интеллектуальном отношении Уилли был предоставлен сам себе: двоюродная бабушка читала с ним по-французски, но оказалось, что у Мэттью Флиндерса нет дара к языкам. Однако он с удовольствием занимался с отцом химией и явно демонстрировал склонность к аналитическому мышлению; составлял разнообразные таблицы, классифицировал и снабдил этикетками минералы домашней коллекции, начал собирать монеты по каталогу Хамфриса. В восьмилетнем возрасте он впервые познакомился с археологией по рассказам гостей о раскопках римской виллы на острове Уайт. В 1866 году Питри-старший нашёл работу в Блэкхите, семейный коттедж стали сдавать. Уильям стал любимцем владельца антикварного магазина по фамилии Райли, который обучал отрока посредством «сократического метода», брал его с собой на аукционы и в Британский музей, научил точно оценивать стоимость исторических предметов и выявлять подделки. Отец помог 14-летнему Уилли привести в порядок старый квадрант, полученный всё от того же Райли, и много лет помогал ставить физические эксперименты. Гуманитарные интересы подпитывались матерью: Питри-младший читал переводы античных классиков, одолел всего Гиббона и особо полюбил поэзию Герберта. Социализация проходила в доме кузенов Тайлеров, после смерти тёти в 1867 году он получил небольшое наследство, которым мог распоряжаться после 21-летия. В 1871 году супруги Питри окончательно обосновались в Бромли; коттеджи в Чарлтоне пришлось продать. Уилл по-прежнему часто простужался и страдал от астмы, но старался преодолевать недуги, постепенно развился физически, охотно ходил пешком и играл в бадминтон, отличался энергией и выносливостью. Мать в дневнике фиксировала такие черты характера, как самообладание, гордость, точность в высказываниях и стремление к справедливости. Вероятно, он сам не знал, чем намерен заниматься, хотя в 19-летнем возрасте заявил, что мог бы работать в гомеопатической аптеке. В тот период бо́льшую часть времени он тратил на самодеятельные исследования древностей Кента.

### Начало карьеры археолога

#### Пьяцци Смит, Стоунхендж и поворот к археологии

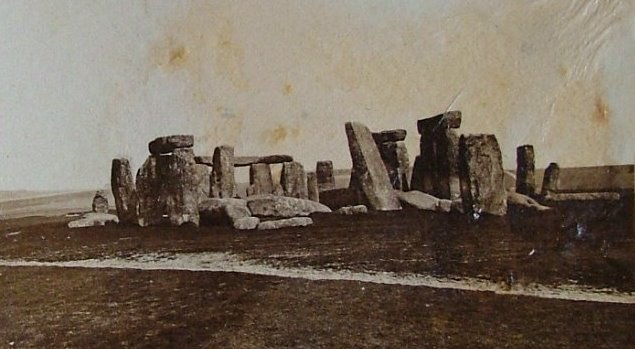
Вид Стоунхенджа на фото Эдвина Олкотта 1877 года

В 1866 году отец и сын Питри прочитали «Великую пирамиду» Пьяцци Смита, после чего Уильям Мэттью Флиндерс увлёкся метрологией. Для христианских фундаменталистов идея, что в египетской Великой пирамиде зашифрован Божий замысел устройства Вселенной, играла важную мировоззренческую роль. Даже к концу жизни Флиндерс Питри категорически отвергал дарвинизм и вообще концепцию эволюции. Именно Питри-старший в переписке с Пьяцци Смитом сообщил, что высота Великой пирамиды соотносится с расстоянием от Солнца до Земли. С островным шовинизмом викторианской эпохи хорошо сочеталась идея, что пирамиды построены не по «континентальной и безбожной» метрической системе: стандарт дюйма и фута заложили древние египтяне. Эту концепцию всячески поддерживал Джон Гершель, который вычислил, что полярная ось Земли имеет длину в 500 500 000 имперских дюймов ровно. В 1872 году инженер Питри и его сын планировали вместе с Пьяцци Смитом поехать в Египет, дополнив наблюдения астронома измерениями инженера и геодезиста. Однако из-за кончины деда и имущественной тяжбы замысел пришлось отложить. Общество библейской археологии отвергло статью Питри-старшего, а Пьяцци Смит в 1874 году вышел из Королевского общества, не поддержавшего его концепцию. Впрочем, со временем отец и сын Питри нашли в расчётах Смита несоответствия, и дружба их заметно охладела.
В 1874 году при очередном посещении Британского музея Флиндерс Питри убедился, что не существует точных планов Стоунхенджа. Вместе с отцом он отправился в Эймсбери и приступил к съёмкам, масштаб которых, однако, оказался чрезмерным для любителя-одиночки. К сентябрю 1875 года Уильям Питри-младший тщательно спланировал работу, перечитал все существовавшие к тому времени описания памятника (как в библиотеках Лондона, так и графств), отыскал иллюстрации. Первый сезон измерений занял три недели, далее он регулярно возвращался к мегалиту, по крайней мере, до 1880 года. Уильям работал налегке, расходы на пропитание не превышали пяти шиллингов шести пенсов в неделю. Для экономии он ужинал яблоками и сливами, которые деревенские жители давали без всякой платы. Работая один, он строго избегал алкоголя (даже сидра) и по воскресеньям всегда ходил на церковную службу. В 1876 году поездку в Эймсбери не удалось провести, и экспедиция состоялась в июне 1877 года, вновь с участием отца, поскольку ряд измерений требовал ассистента. В последнюю поездку 1880 года Флиндерс вооружился теодолитом, проводил ночные измерения, определяя ориентацию постройки по светилам, и зафиксировал восход солнца. После сведения воедино всех данных, оказалось, что план Флиндерса Питри выполнен с точностью до одной десятой дюйма. В сезон 1880 года исследователь проехался по мегалитам Корнуолла, на что потребовалось две недели.

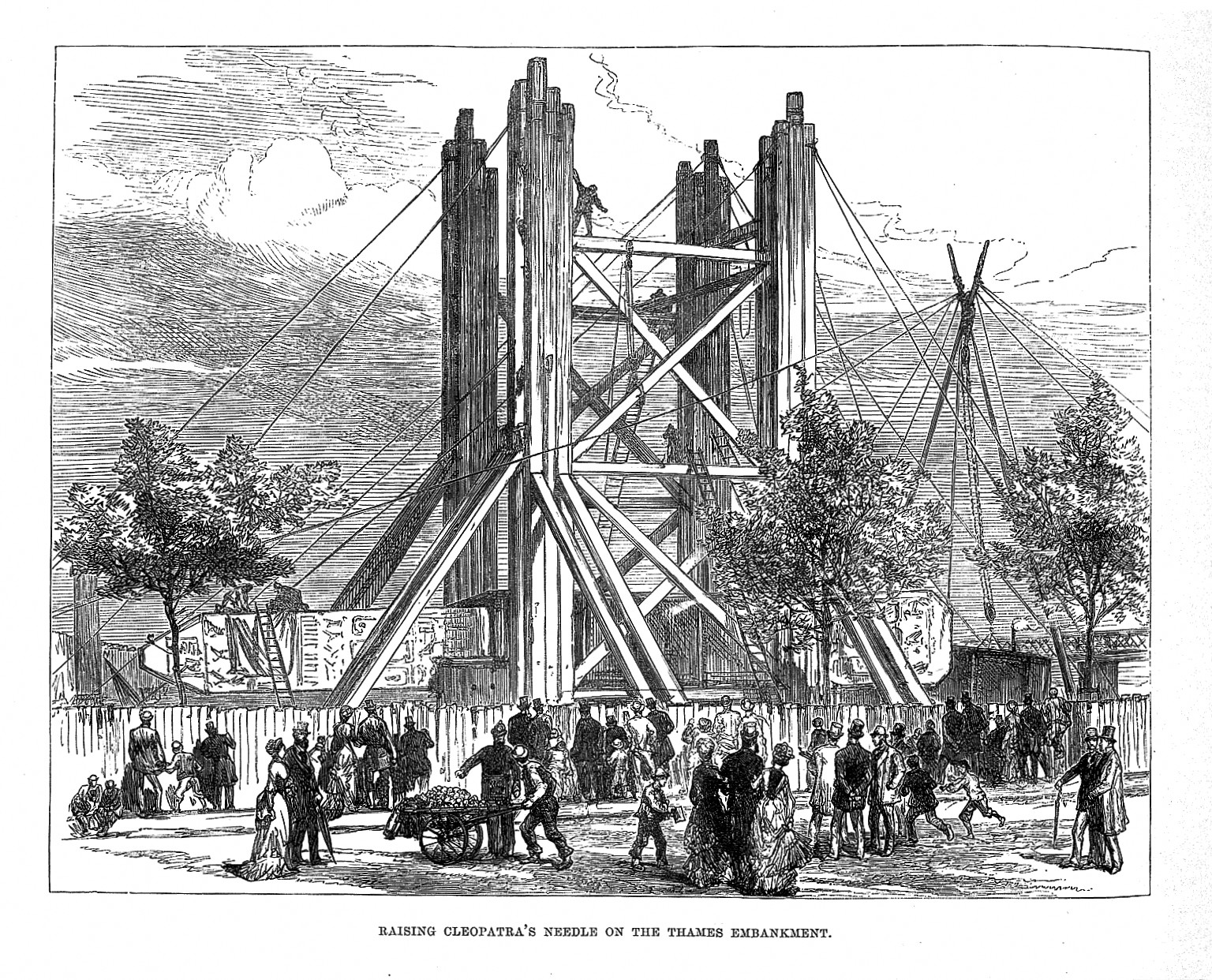
Установка «Иглы Клеопатры» на набережной Темзы. Гравюра из «Illustrated London News» от 10 августа 1878 года

В 1877 году Питри был приглашён советом Королевского археологического института, где прочитал доклад о метрологии древних памятников, иллюстрированный пятнадцатью цветными планами. Он обратил на себя внимание, отправив в Британский музей папку с сорока вычерченными им планами разных построек. Питри с энтузиазмом измерял церкви, за́мки и каменные изгороди, последовательно собирая материал для книги об исторической метрологии. Идея пришла ему после прочтения трактата Ньютона о величине библейского локтя. Приняв за основу, что древний стандарт измерения основывался на величине частей человеческого тела (ступня, предплечье, ладонь, и т. д.), Питри начал определять стандартные единицы для той или иной культуры и времени, так как размеры построек (саркофагов, статуй, и прочего) кратны используемым единицам и поддавались вычислению. Особое внимание уделялось величине дверных проёмов. Ему позволили работать с египетскими и античными памятниками в Отделе классических древностей Британского музея и Музея Южного Кенсингтона. На докладе 1877 года присутствовало около шестидесяти человек, в том числе полковник Лейн Фокс и врач Флаксман Сперрелл, которые поддержали молодого исследователя в изучении геодезии и геологической стратиграфии. Сперрелл ввёл его в Кентское археологическое общество, в котором доклад был повторён. В том же году вышел в свет трактат «Индуктивная метрология, или Реконструкция древних мер на основе памятников». Это была не первая публикация Уильяма — ещё юношей он напечатал статью в «The English Mechanic» и несколько заметок в «Nature» о математике и химии.
В 1878 году отец и сын начали подготовку собственной «пирамидологической» экспедиции, самостоятельно разработав альт-азимутальный теодолит, собранный из купленных у старьёвщиков деталей и зеркал; калибровку его проводили на Трафальгар-сквер; кроме того, они заказали стальной гномон в 100 дюймов (2,54 м) высоты. Сделали даже филярный микрометр на основе паутины и верёвочную лестницу собственной конструкции. Экспедиционное оборудование заняло 25 ящиков; этими приборами Флиндерс Питри пользовался затем десятилетиями. Уильям-младший усердно занимался в библиотеке Британского музея арабским языком (составив разговорник) и египетскими иероглифами. В 1877—1878 годах он побывал на кенсингтонской выставке сокровищ Трои, откопанных Шлиманом, наблюдал за установкой «иглы Клеопатры» и присутствовал в Хрустальном дворце на презентации Эдисоном фонографа.

#### Первые египетские раскопки

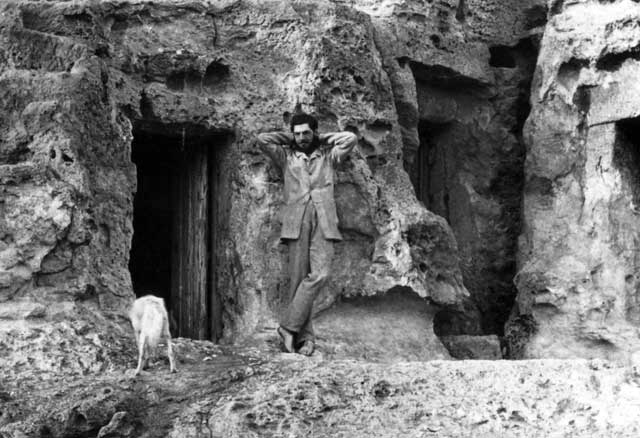
Питри в Гизе у входа в скальную гробницу, в которой обитал во время экспедиции

14 декабря 1879 года Питри прибыл в Александрию и уже на следующий день приступил к обмерам катакомб, удостоверившись, что античные каменщики работали с точностью до десятой доли дюйма. Ещё в Гибралтаре и на Мальте он убедился, что составленный им арабский разговорник почти бесполезен. В Каире путешественник встал на постой в отеле «Дю Ниль», в котором неизменно проживал в последующие 11 лет; питался обычно в греческой таверне за углом. Главным предметом интереса стал Булакский музей. Произошло знакомство с английским врачом хедива Грантом, который хорошо знал Пьяцци Смита и даже был в курсе работ Питри в Стоунхендже. Грант помог нанять бывшего проводника Смита по имени Али Габри; по воскресеньям Питри ходил в англиканскую церковь. У Али был ключ от скальной гробницы в Гизе, в которой Флиндерс и поселился: араб посыпал пол свежим песком, и составил ящики. Питри лично расставил мебель (у него была раскладушка, превращаемая днём в кресло); его первый обед в поле состоял из шоколада и консервированной сельди. В дальнейшем он питался рисом и яичницей, иногда докупая в Каире сыр или консервы в банках, а также очень дешёвые апельсины и помидоры. Англичанина охранял по ночам негр Мухаммед, раб Али Габри. Следующие несколько недель Питри систематически работал во внутренних галереях пирамид. Из-за жары и туристов он перенёс рабочие часы на ночь, ходил босиком, не связывая себя нормами приличий и необходимостью соблюдать распорядок дня. Он даже отклонил предложение Гранта отпраздновать Рождество, так как Плимутские братья не находили в Библии указаний на необходимость этого. В дневнике множество записей о ловле крыс и блох; переписывался он по преимуществу с матерью, которая присылала журнал «Nature» и сообщала новости; почта из Лондона шла меньше недели.
В январе 1880 года с Питри случайно встретился генерал Питт-Риверс, который не узнал своего визави. К тому времени Флиндерсу стало ясно, что измерения Пьяцци Смита неточны. Так как у англичанина не было разрешения на раскопки, он занялся триангуляцией, поставив перед собой задачу получить точные данные трёх больших пирамид и шести малых. Для надёжности каждое измерение повторялось 14 раз. Общаясь с египтянами-феллахами, англичанин убедился, с какой скоростью уничтожаются древние памятники, главным образом, из-за добывания обработанного камня и органических удобрений, и оптовой поставки художественно ценных древностей туристам и музеям. В автобиографии археолог писал, что поставил своей будущей задачей сохранение как можно большего числа древностей. Тогда же он стал собирать коллекцию египетской керамики, почти совершенно неизученной в то время. В марте в сопровождении Али и его сына Флиндерс на ишаках путешествовал в Саккару и Дахшур. В мае началась сильная жара: скальное жилище подверглось нашествию насекомых и змей, а внутри пирамид Питри работал вообще без одежды; если приходилось снимать показания на воздухе, он надевал жилетку и розовые кальсоны, шокировавшие чопорных викторианских туристов. Несмотря на жару, Флиндерс переболел фарингитом, причём доктор Грант не взял с него никакой платы за лечение. В конце сезона путешественник задёшево купил у местных продавцов монеты, бронзовые изделия и скарабеи, которые выгодно перепродал на родине, окупив расходы: на долгие десятилетия это стало его заработком. Питри умел торговаться, а навыки антиквара позволяли распознавать подделки и определять ценные вещи. 23 мая экспедиция закончилась: инструменты были оставлены у доктора Гранта, а сам Питри написал Бедекеру, указывая на ошибки в его путеводителе. В июле и августе Питри обрабатывал полевые наблюдения и конструировал фотоаппарат, убедившись в ценности визуальной фиксации наблюдений. Самодельной камерой и штативом с отражателями он пользовался до конца жизни. Впоследствии он заказывал фирме Kodak плёнку с минимальной светочувствительностью, которая требовала иной раз получасовой экспозиции. Сохранившиеся негативы на стеклянных пластинках демонстрировали мельчайшие детали.

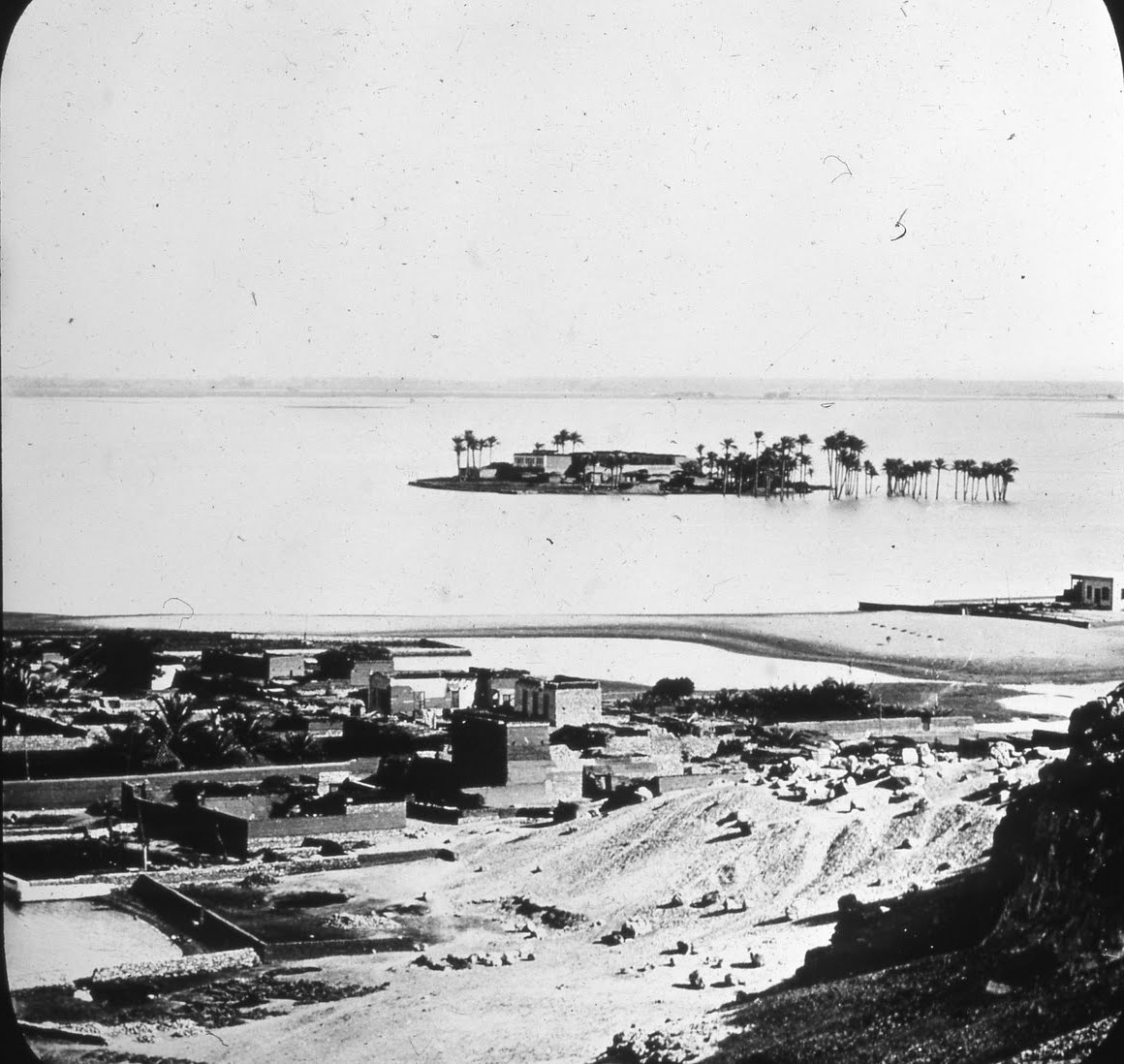
Разлив Нила в Гизе на фотографии Питри

Вторая пирамидологическая экспедиция Питри началась 13 октября 1881 года, англичанин ехал через Венецию. Удалось познакомиться с директором Службы древностей Масперо, который заявил, что ему следует стать сотрудником, чтобы не иметь неприятностей с властями. Флиндерс воспринял это как посягательство на свою свободу, но рассчитывал на помощь француза. В поданной заявке он указал желание путём измерений изучить первоначальную конструкцию пирамид и обследовать залегание каменных орудий в окрестностях Гизы. Служба древностей выдала разрешение только на две пирамиды, на третью требовалась повторная заявка. Тогда же его ограбили египетские солдаты, утащив бумажник с 40 фунтами стерлингов, на что Питри подал жалобу консулу и написал об инциденте в The Times и The Globe. Суд окончился безрезультатно. Служба древностей предложила Питри переводчика и рабочих для расчистки нижних галерей Великой пирамиды за 40 пиастров в неделю, но ни цена, ни качество работы его категорически не устраивали. Он продолжал тот же образ жизни в гробнице, но по воскресеньям ездил в Каир на осле, поездка в оба конца занимала 17 миль. Измерения, хотя и не имели требуемой самим Питри точности (числа рабочих не хватало для расчистки нижних уровней каменной кладки), показали, что не существует никакого «пирамидного дюйма». Теория Смита была окончательно опровергнута. Попутно Флиндерс открыл саманные постройки, предположительно, казармы строителей пирамиды, вместимость которых он оценил в две-три тысячи рабочих. В декабре 1881 — январе 1882 года Питри прервал пирамидные работы, присоединившись к артистической компании во главе с профессором Сейсом, которая наняла каютную лодку, планируя подняться вверх по Нилу. Отец счёл, что для Флиндерса есть шанс завязать полезные знакомства, и прислал ему 90 фунтов стерлингов для оплаты места. Знакомство с Сейсом продлилось после путешествия 40 лет. Первые две недели на реке Питри болел фарингитом и температурил, однако активно копировал все надписи, которые ему попадались. Из-за безветрия и поломки лодки за 4 недели путешественники проделали всего 190 миль. Туристы сошли в Асьюте, а египтологи решили двигаться далее. 27 января Питри вновь общался с Масперо и вновь неудачно: ему не дали разрешения посетить пирамиду в Медуме; впрочем, директор Службы древностей познакомил англичанина с Эдуардом Навиллем. Сейс воспользовался случаем, чтобы получить одобрение плана английских раскопок, которые бралась финансировать писательница Амелия Эдвардс.
В первую неделю февраля на пароходе Питри вернулся в Гизу, желая завершить триангуляцию пирамид и точное измерение ходов и камер Великой пирамиды. К концу месяца работу удалось закончить. В марте турист-американец Уайтхаус предложил Флиндерсу сопровождать его в Фаюм, археолог прихватил самодельный фотоаппарат и на обратном пути снимал интересовавшие его объекты в Дахшуре. Вербное воскресенье он провёл в коптской церкви. Вернувшись в Англию, археолог узнал, что А. Эдвардс назначена исполнительным секретарём Общества по исследованиям Дельты.

### Первые успехи

#### Обретение профессионализма

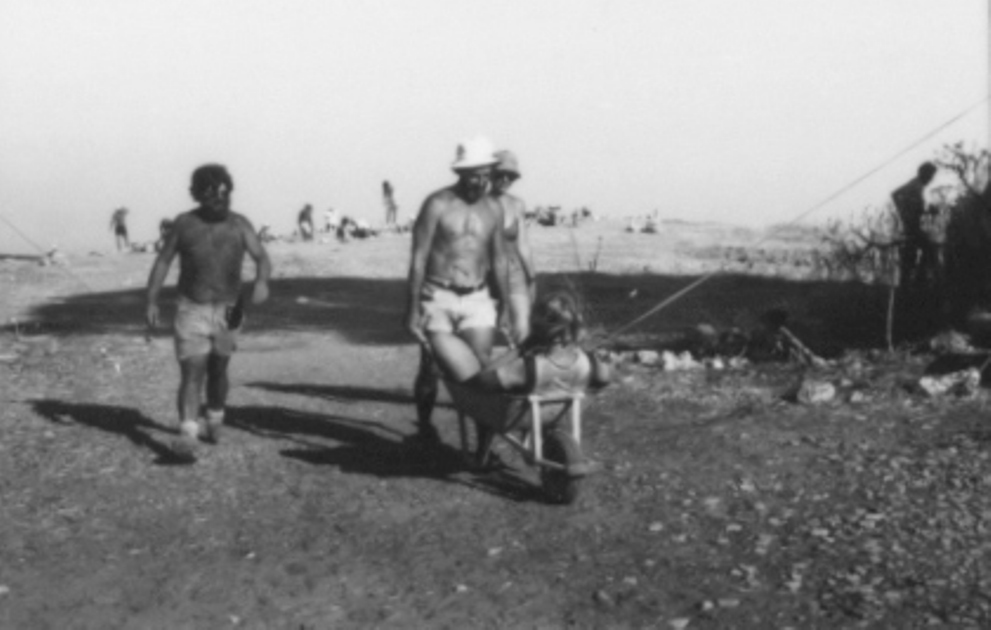
Раскопки на Телль эль Хеси в Палестине

По совету директора Службы древностей Масперо Питри контрабандой вывез из Египта несколько редких античных монет, например, аурей Клавдия, который был куплен Британским музеем. Ещё один экземпляр такой монеты купил нумизматической отдел Лувра за 800 франков (примерно 32 фунта стерлингов), что гарантировало ещё один сезон раскопок. Это было первым и последним случаем такого рода: в дальнейшем англичанин скрупулёзно декларировал на таможне все вывозимые предметы. Одновременно Амелия Эдвардс активно привлекала спонсоров; в газетной рекламе Фонда исследования Дельты на первое место выносилось доказательство историчности событий, описанных в Библии. Одной из целей был также Навкратис, желание искать который изъявил Генрих Шлиман, что ему прямо воспретил Гастон Масперо. Свою кандидатуру предложил и глубоко религиозный Эдуард Навилль, который, не имея опыта полевых работ, стремился отыскать новые эпиграфические памятники времён Исхода. Арчибальд Сейс активно продвигал кандидатуру Питри, который всю зиму 1882—1883 года сводил замеры, сделанные в Гизе. Он стал популярен в академических кругах, познакомился с Гербертом Спенсером и Эндрю Лэнгом, который хотел заказать ему статью о мифологии для Британской энциклопедии. В марте 1883 года он прочитал лекцию в Антропологическом институте, на которой настаивал, что следует максимально использовать предметы повседневности, которые всеми археологами-египтологами квалифицировались как «мусор». Королевское общество выделило для печатания пирамидологической работы 100 фунтов стерлингов: эту сумму планировалось выдать для составления точных планов пирамид Гизы Корпусом королевских инженеров, но Фрэнсис Гальтон убедил руководство, что работа уже выполнена. Одновременно с книгой «Пирамиды Гизы» Питри получил предложение Общества — Фонда исследования Дельты (как оно стало называться) возглавить раскопки с бюджетом в 1000 фунтов стерлингов. Он должен был получать жалованье в 250 фунтов стерлингов в месяц во время раскопок. Питри настоял, чтобы в контракт было включено его право приобретать самому или через рабочих мелкие предметы, не имеющие художественной ценности. Этот вопрос обсуждался на парижской встрече с Гастоном Масперо, который соглашался принять англичанина внештатным агентом Службы древностей с обязательством сдавать Булакскому музею все ценности и художественные предметы. Прочее он мог забрать в собственность Фонда с правом перепродажи.
В сезон 1883 года Навилль не смог возглавить раскопки, а Фонд исследований Дельты направил в Танис (Сан аль Хагар) Питри. После их окончания молодой учёный не только оперативно подготовил отчёт, но и провёл выставку находок Фонда на конгрессе ориенталистов в Лейдене — практика, которой он придерживался и после перехода в Университетский колледж Лондона. В первую очередь Питри рассматривал это как рекламный ход и возможность обрести новых покровителей и спонсоров, которых привлекала наглядность и доступность представления результатов. В Танисе удалось найти храм XXI династии, а также множество керамических изделий отличной сохранности и несколько корзин с папирусными свитками, которые удалось развернуть и прочитать. В раскопках участвовали 107 рабочих, а рекламу работам обеспечивала лично Амелия Эдвардс в корреспонденциях в «Таймс», написанных на основе копий дневников Питри, которые он ей регулярно отправлял.
Работы в сезон 1884—1885 годов привели к открытию Навкратиса, окрестности которого были усыпаны обломками раннегреческой керамики, иногда чёрнофигурной. Топтать её ногами Флиндерс полагал «кощунственным», о чём сообщал своим корреспондентам. Для экономии Питри стал нанимать рабочих напрямую и сам снабжал их жильём (чаще всего, в древних гробницах или палатках) и провиантом. В первую очередь он хотел избавиться от диктата деревенских шейхов, которые задирали цены и брали большой процент с исследователей, а также с жалованья копачей. В результате Питри обрёл постоянную команду, некоторые участники которой работали с ним несколько десятилетий. Почти прекратились и трудовые конфликты. По мнению историка археологии Брайана Фейгана, Питри действовал от «противного»: французская Служба древностей вообще не заботилась о качестве рабочей силы на раскопках, отправляя десятников по окрестным деревням. Для сельских шейхов раскопки были выгодны, так как египетские власти освобождали их от налогов, и иногда предлагали комиссарам Службы древностей взятки; чаще всего копачи и носильщики мобилизовались насильственно (так называемая «колониальная система» раскопок). Сначала Питри столкнулся с полным несовпадением навыков феллахов и требованиями археологии и с возмущением сообщал, что для «араба „копать“ — это вырыть киркой круглую яму»: заставить их копать траншеи поначалу было трудно. Рабочую бригаду англичанин делил на три отряда: копачей, носильщиков с корзинами и просеивателей грунта. В числе последних он нередко нанимал женщин. Рабочий день начинался в половину шестого утра и длился до половины седьмого вечера с перерывом на сиесту. Питри старался селиться поближе к раскопу, чтобы даже во время приёма пищи надзирать за людьми в телескоп; всё остальное время он проводил вместе с рабочими.

#### Фаюмские раскопки

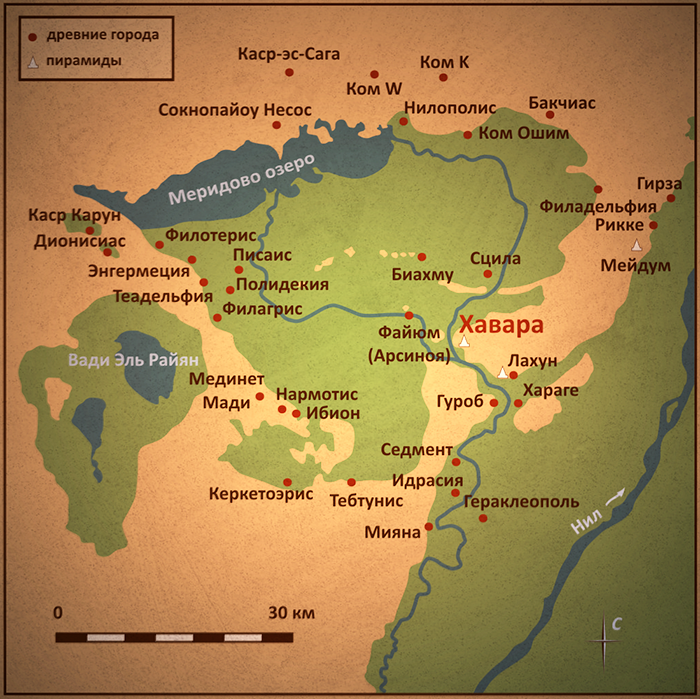
Карта фаюмских древностей

В сезон 1886 года Питри обнаружил в Тель Дафенне обломки эгейской керамики, окончательно убедившись в возможности сравнительной датировки древних культур на основании сопоставления фрагментов керамики или иных предметов, особенно монет. Однако из-за разногласий с Навиллем и Фондом исследований Египта англичанин почти на десять лет прекратил сотрудничество с этой организацией. Зимой 1886—1887 годов он совершил своё единственное большое путешествие вверх по Нилу до Асуана и решил сосредоточиться на работе в Фаюме, на важность которого обращал внимание ещё Бельцони. Финансирование обеспечила Амелия Эдвардс, привлёкшая манчестерского суконного фабриканта Хаворта и коллекционера Генри Кеннарда. В Геваре Питри поселился в тесной палатке размером шесть с половиной на шесть с половиной футов (около 3,6 м²), в которой помещались девять ящиков с экспедиционным имуществом, не считая кухонной плиты, посуды и таза для нагревания воды. Со временем к этому добавились ценные мумии, которые Питри положил под раскладушку. Его первоначальной целью была пирамида XII династии, однако её раскопки оказались неудачными, так как рабочим не удалось пробить туннель через каменную кладку. Однако вскоре обнаружилось римское кладбище, датированное Питри примерно 100—250 годами нашей эры, в мумиях которого обнаружились фаюмские портреты. В Булакский музей археологов было отправлено шестьдесят ящиков с находками, в том числе с портретами и образцами сохранившегося текстиля, которые власти просто бросили во дворе, когда находки могли быть промочены осенними дождями. Это усилило конфликт Питри со Службой древностей. В следующий сезон в Геваре появились немецкие археологи, и Питри срочно начал работы в Эль-Лахуне и Гуробе, чтобы не потерять приоритета и возможных ценных находок. Из-за этого археологу пришлось в буквальном смысле разрываться между разными участками и дважды в неделю ездить на осле за 17 миль. В сезон 1887 года удалось пробиться в погребальную камеру пирамиды в Геваре, где нашли монолитный саркофаг из кварцита с картушем Аменемхета III. Тяжёлые работы вознаградились большим собранием ушебти. Подземные камеры были заполнены грунтовыми водами высокой степени минерализации, иногда вода доходила Питри до носа. В Лахуне параллельно обнаружился город рабочих, строивших пирамиду в период XII династии; были найдены множество предметов повседневности, включая масляные лампы, обломки мебели, кремнёвые ремесленные и сельскохозяйственные инструменты. В Гуробе обнаружился иностранный квартал с посудой точно такого же типа, как и найденная Шлиманом в Микенах. В 1890 году Питри посетил Грецию, побывав в том числе на микенских раскопках, и лично удостоверился в правильности интерпретаций.

#### Раскопки в Амарне

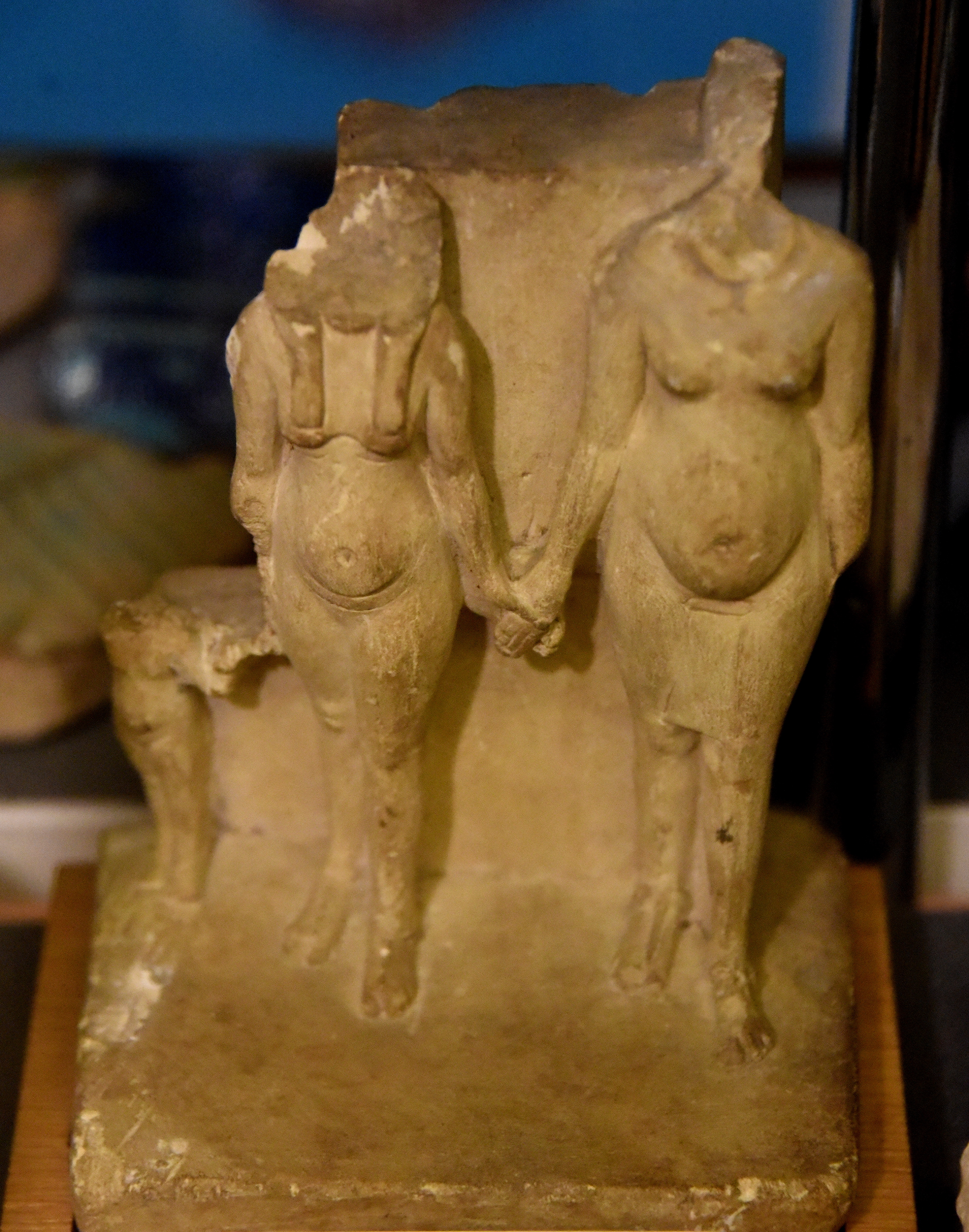
Скульптурная сцена из Амарны, изображающая Эхнатона, Нефертити и одну из их дочерей. Музей египетской археологии Питри

Питри стоило большого труда получить лицензию на раскопки в Амарне, которую он впервые посетил ещё в 1886 году. В итоге, 20 ноября 1891 года он приступил к раскопкам, проводившимся рано утром и вечером, когда солнце не припекало. Вскоре он обнаружил расписной пол (с изображениями птиц в тростнике, цветов, рыб) некогда стоявшего дворца. Немедленно местное руководство установило защитную стену для древней находки. До этого Питри позаботился о сохранности пола своими силами — разложил доски для перемещения людей и натянул парусиновую крышу. Таким же способом он сохранил второй найденный фрагмент пола. Питри раскапывал преимущественно царский дворец, храм Атона, покои фараона, зал с Амарнским архивом и несколько частных домов.
Интерес к работе Питри в Амарне изъявил Уильям Тиссен-Амхёрст и предложил через Общество исследования Египта (это название до 1919 года было неофициальным) внести средства на раскопки, ожидая получить антиквариат для своей коллекции. Получив 200 фунтов стерлингов, Питри согласился принять в свою команду представителя Амхёрста Говарда Картера, которому тогда было 17 лет. Питри не был в восторге от молодого человека, который позиционировал себя как художника, хотя и выделил ему участок для самостоятельных раскопок. За четыре месяца совместной работы Картер перенял методику раскопок Питри и обнаружил эгейскую керамику, остатки стекольной печи (позволившей изучить процесс плавки стекла от начала до конца) и мастерскую скульптора, парную скульптуру Эхнатона и Нефертити, которая вошла в коллекцию Амхёрста. Раскопки в Амарне продемонстрировали сильные и слабые стороны Флиндерса Питри как археолога. Скорость, с которой он раскапывал памятники, зачастую не позволяла должным образом осмыслить находки, и отчёт, напечатанный после сезона следующего года, иногда опровергал построения, напечатанные всего лишь годом ранее. Так, додинастические находки Питри первоначально отнёс к Первому переходному периоду.
В апреле 1892 года Оксфордский университет присвоил Флиндерсу Питри почётную степень доктора гражданского права.

### Профессор египтологии

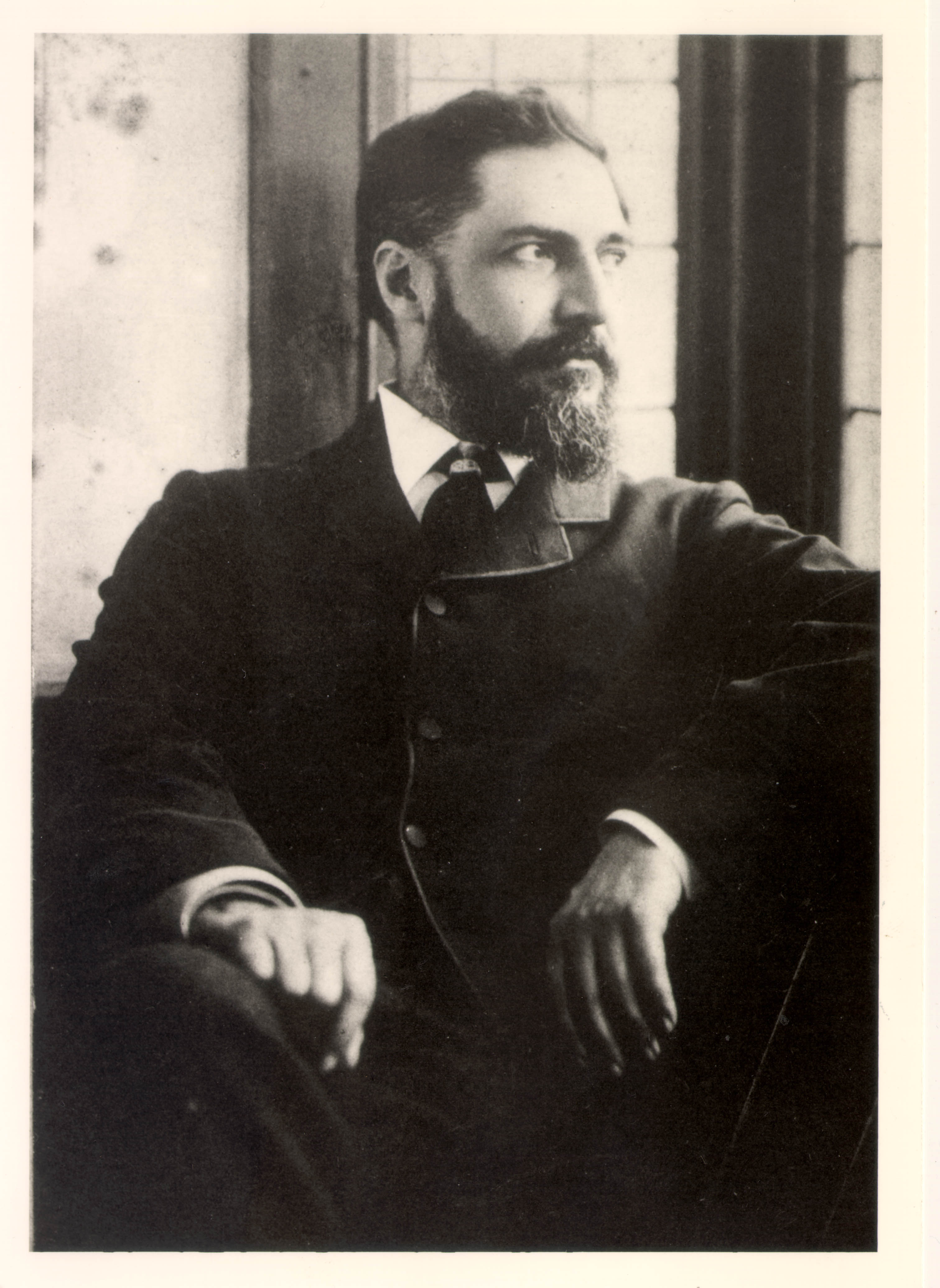
Флиндерс Питри в 1886 году

15 апреля 1892 года скончалась Амелия Эдвардс, завещав собственную коллекцию и библиотеку Университетскому колледжу Лондона. Последней волей она передавала 5000 фунтов, вложенных в железнодорожные акции, на учреждение профессорской должности египетской филологии и археологии (рента в 140 фунтов стерлингов в год). Профессорская стипендия получила её имя. Сразу возник вопрос о кандидатуре замещающего египетский департамент, так как по завещанию он не должен быть старше сорока лет и не иметь отношения к Британскому музею. Имя 39-летнего Питри особо упоминалось в завещании: ему устанавливался аннуитет в 50 фунтов стерлингов за разбор и каталогизацию коллекции Эдвардс и поддержание её в целостном виде. Питри находился тогда на раскопках Амарны, вернувшись к открытию выставки находок 19 сентября. Ранее на базе Университетского колледжа проходил Девятый международный конгресс востоковедов, на котором были заслушаны и отчёты Питри. 5 ноября Совет колледжа ходатайствовал о присуждении Эдвардсовского профессорского кресла Флиндерсу Питри; административно кафедра относилась к факультету искусств. По условиям контракта, он был обязан преподавать в первом и третьем триместрах, что оставляло зиму свободной для археологических работ в Египте. Официальное открытие состоялось 12 января 1893 года, кафедра располагалась в помещении библиотеки, где через два дня Питри прочитал инаугурационную лекцию, анонсированную отдельным буклетом; 20 января она была отрецензирована в «Таймс». Колледж дополнительно ассигновал ему 400 фунтов стерлингов в год на археологические работы.

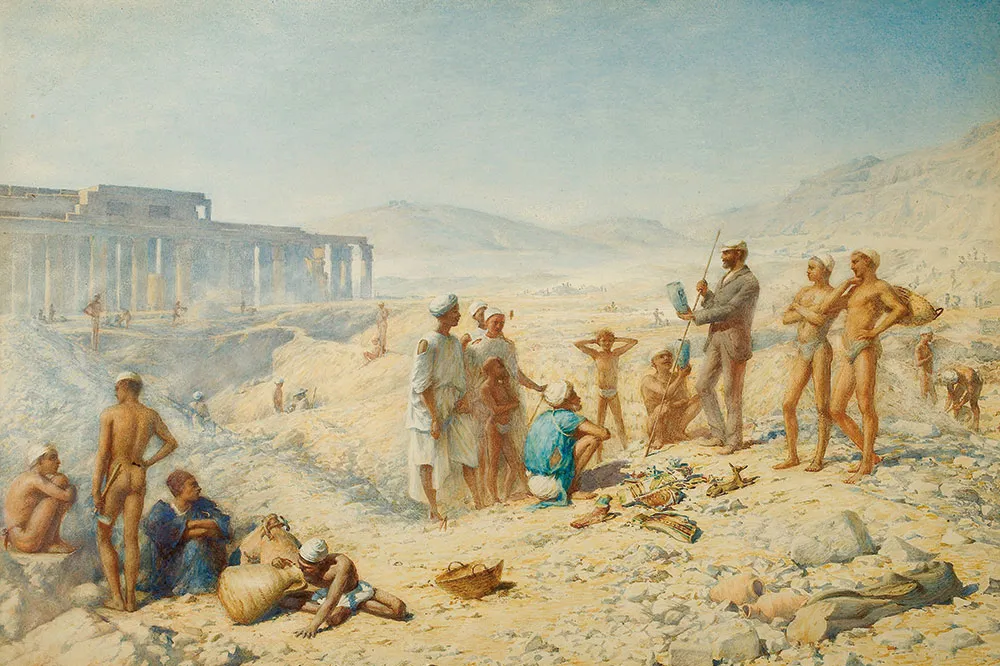
Флиндерс Питри на раскопках Рамессеума. Акварель Генри Уоллиса (1895). Музей искусств Университетского колледжа Лондона

По оценке Эйдана Додсона, назначение Питри явилось «эпохальным событием» для британской египтологии, так как ему было суждено воспитать целое поколение египтологов, монопольно обучив множество молодых археологов, некоторые из которых были активны до конца XX века. В январе — феврале 1893 года он прочитал восемь обзорных лекций по египетскому искусству, открытых для всех желающих (каждую пятницу в два пополудни). На первой лекции присутствовало 35 человек, затем их число постепенно возрастало; профессор использовал на каждой лекции 40 слайдов, проецируемых через «волшебный фонарь». По завещанию А. Эдвардс занятия по египтологии могли посещать студенты обоих полов. В первый набор вошли восемь человек, в том числе две дамы (обе замужние), которые платили по 1 гинее за триместр; размер платы не менялся в следующие три десятка лет. Ученики Флиндерса получили в историографии прозвище «щенков Питри» (Petrie Pup). Среди первых выпускников выделялся доктор Джеймс Уокер, который уже имел степень по медицине, и стал бессменным ассистентом Питри вплоть до своей кончины в 1914 году. Новоявленный профессор сделал ставку на практическое обучение археологии и музейному делу, утверждая, что ведущие египтологические школы — французская и немецкая — чрезмерно фиксируются на религии и филологии. Сам Питри вообще не владел языками, и доверил курсы по египетскому и коптскому языкам Льюэллину Гриффиту и Уолтеру Краму, которые начинали работать у Навилля и были знакомы с профессором с 1886 года. Они обучали языку частным образом, то есть не состояли в штате департамента, а занятия проходили прямо на квартире Питри. Гриффит получал гонорар в 20 фунтов стерлингов в год, выплачиваемых из жалованья самого Питри. Иероглифику преподавала Маргарет Мюррей с 1895 года, хотя формально она получила степень только четыре года спустя, и получила звание доцента лишь в 1924 году. Среди студенток выделялись также Эмили Патерсон (будущий секретарь Общества исследования Египта) и Джанет Гурли (1863—1912). Весной того же года Флиндерс переболел тяжёлым бронхитом и был вынужден несколько месяцев восстанавливаться в Италии. В зимний сезон 1893—1894 годов Питри вместе с Джеймсом Квибеллом работал в Коптосе, где были обнаружены статуи додинастических фараонов. Из-за конфликта Питри с Уоллисом Баджем они были отвергнуты Британским музеем и поступили в Оксфорд.
В 1895 году Питри провёл трёхмесячную выставку своих находок в Бёрлингтонском клубе искусств на Пикадилли. С того же года он в учебные триместры стал вести занятия по субботам и воскресеньям, причём на воскресные лекции в два пополудни пускали публику без всякой платы. В первый триместр он читал историю Древнего Египта, начатую Древним царством в 1893 году. Ввиду отсутствия учебников, эту проблему пришлось решать самому Питри, который уже в 1894 году выпустил первый том «Истории Египта» (кончавшийся завершением Среднего царства). На этом опыты с написанием истории прекратились, так как в свете его собственных находок её постоянно приходилось уточнять и переписывать. В третьем семестре профессор читал многолетний курс по «различным отраслям археологии», который после 1909 года именовался «Открытия в Мемфисе и других местах». Во время Первой мировой войны Питри отказался от лекций по истории и переориентировал первый триместр на проблемы археологии и музеологии: курсы именовались «Кольца и детали одежды», «Каменные и металлические вазы», «Печати и скарабеи», «Объекты повседневной жизни» и «Доисторический Египет». В 1920-е годы Питри перешёл на более социально окрашенные курсы: «Общественная жизнь», «Религиозная жизнь», «Общественные классы». Третий семестр в те же годы вновь был посвящён археологии. Питри не был блестящим лектором и вообще преподавателем, но никогда не уставал от рутинной работы и не тяготился обучением начинающих. По его собственным словам, он обращался к тем, «кто умеет слушать, но не жаждет поучений». Занятия египетским языком со временем стали проводиться официально в помещении библиотеки.
В 1902 году Флиндерс Питри был избран членом Королевского общества. Выборы прошли в напряжённой обстановке: Артур Эванс продвигал кандидатуру Уоллиса Баджа, однако Фрэнсис Гальтон настоял на кандидатуре Питри.

### Женитьба. Семья

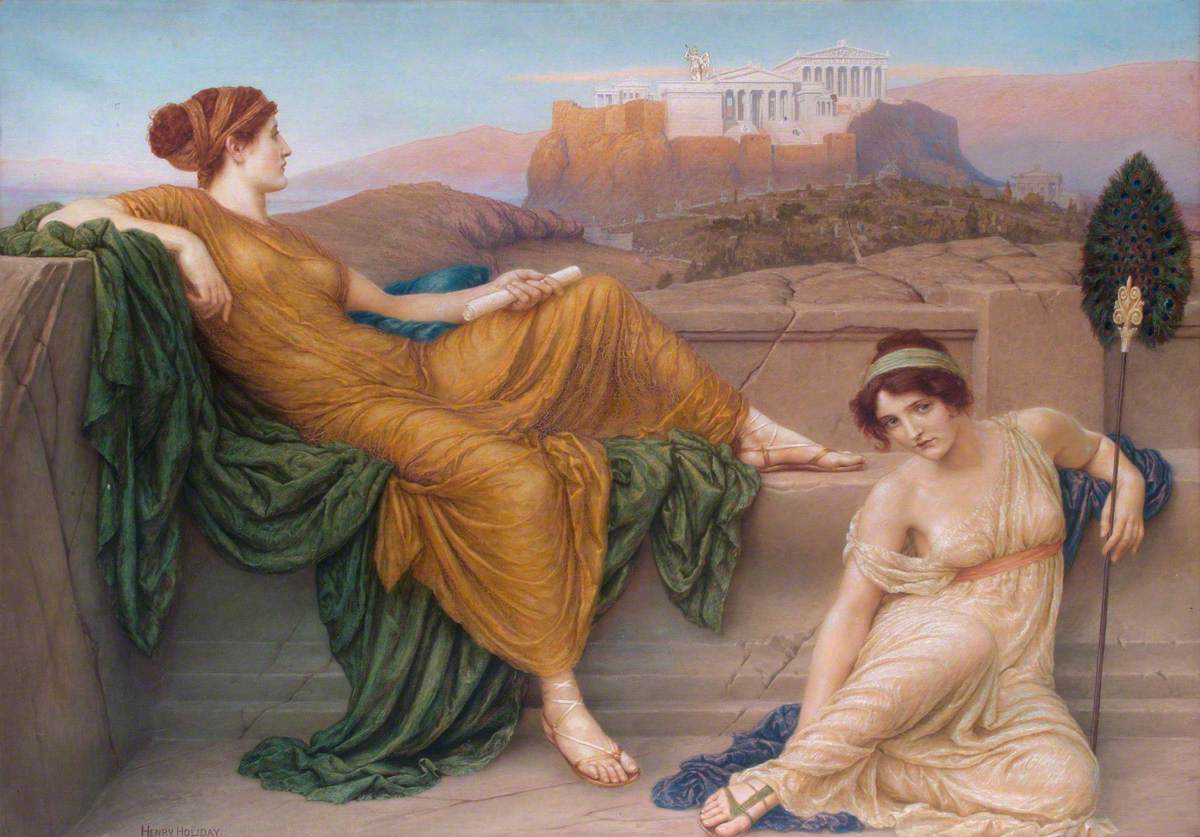
Аспазия на Пниксе. Картина Генри Холидея 1888 года. Для фигуры служанки справа позировала Хильда Урлин

Хильда Урлин (1871—1956) была дочерью судебного чиновника, четверть века проработавшего в Ирландии. Урлины являлись состоятельным семейством, владевшим усадьбой в Суссексе в Растингтоне и домом в Лондоне. Хильда проявляла художественные таланты; живописец Генри Холидей, которому она позировала, в 1895 году рекомендовал мисс Урлин как рисовальщицу, способную иллюстрировать книгу о египетском костюме профессора Питри. Она успешно прошла собеседование, точно зарисовала скарабеев, посещала лекции Флиндерса. В дневнике 42-летнего Флиндерса записано, что Хильда станет его женой. До этого он, по-видимому, вообще не общался с женщинами (не считая родственниц) и исключал мысли о браке. На Рождество Флиндерс отправил Хильде посылку с книгами (включая любимого им Эпиктета), которая была возвращена, однако в январе — феврале 1896 года между Питри и 25-летней мисс Урлин завязалась переписка. Она занималась греческим и итальянским языками, посещала семинары по Данте. 27 мая 1896 года состоялось объяснение, подробности которого неизвестны. В августе Питри снял жильё рядом с суссекской усадьбой Урлинов и виделся с Хильдой ежедневно; они договорились вступить в брак и обручились. Уильям Питри не одобрил выбора сына, напротив, Флиндерс хорошо ладил с родителями и сестрой Хильды. 29 ноября 1896 года они обвенчались в церкви аббатства Богородицы в Кенсингтоне; со стороны жениха присутствовал только Флаксман Сперрелл.

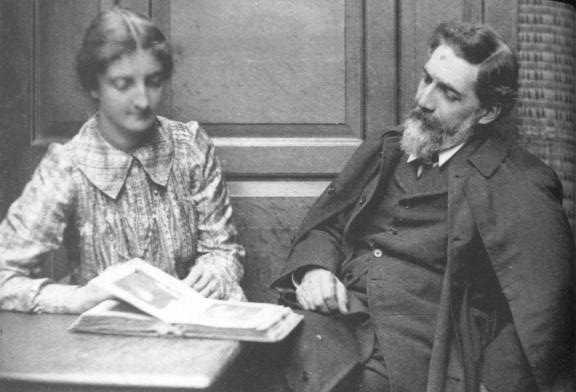
Супруги Питри в 1903 году

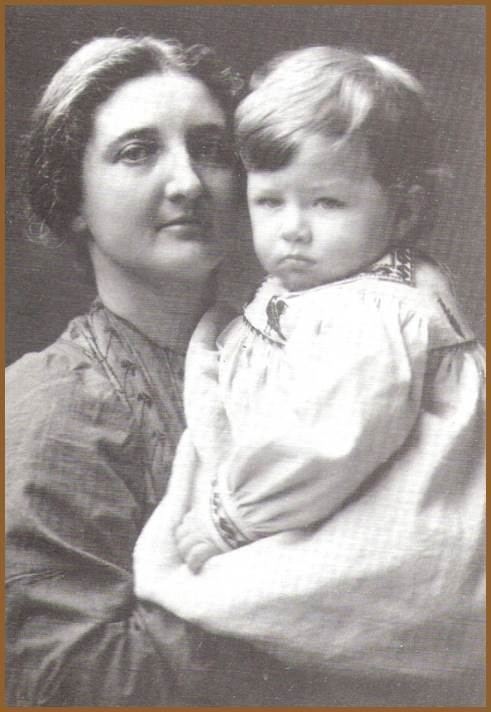
Хильда Питри с сыном Джоном

Медовый месяц пара провела на археологических раскопках в Дендере, куда выехали сразу после венчания. Питри не заставлял Хильду заниматься бытом (её не учили домоводству и она не умела готовить): воду из Нила доставляли водоносы, затем её кипятили, свежевыпеченный хлеб поставляли жители близлежащей деревни, прочий рацион основывался на консервах. Молодая жена не умела шить, и потому Питри штопал себе одежду и носки самостоятельно. Как и её муж, Хильда носила мешковатые шаровары, удобные для заворачивания находок, а от солнца и пыли спасала панама с вуалью. Миссис Флиндерс Питри взяла на себя учёт сотен мелких предметов из отвалов и составление каталога; друзьям она описывала новую жизнь как «свободную и открытую». В дальнейшем Хильда Питри освоила арабский язык и навыки геодезии, рисовала планы мастаб, и делала точные археологические иллюстрации, когда был откопан саркофаг с надписями, составлявшими в сумме 20 000 иероглифов. На обратном пути Флиндерс и Хильда осмотрели Помпеи, а в Лондоне поселились на холостяцкой квартире в Лили-лодж, где миссис Питри также не занималась бытом. Друзья семьи недоумевали, что Флиндерс никак не изменил образа жизни в связи с женитьбой. Далее супруги переехали в коттедж в Хампстед, где Хильда взяла на себя секретарские обязанности, а также перебеливала рукописи археологических отчётов и правила стиль, ибо Флиндерс с течением времени изъяснялся всё более телеграфной манерой.

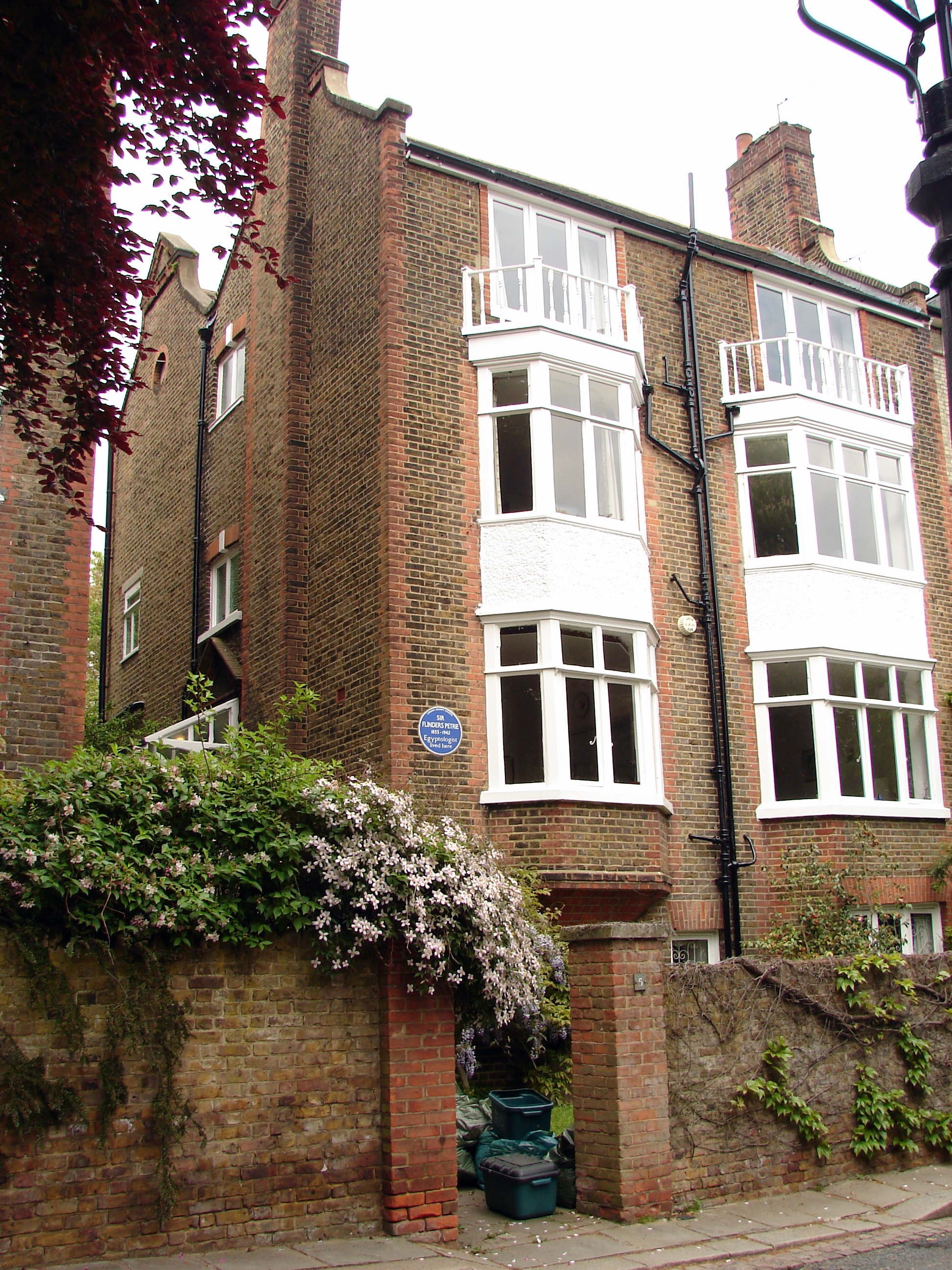
Дом в Камдене, в котором семейство Флиндерса Питри квартировало в 1918—1933 годах. Отмечен памятной доской синего цвета

Прожив в браке девять лет, Питри не имели детей, судя по их переписке — из-за острого нежелания Хильды. Однако со временем страх прошёл, и её знакомые из Эдинбургского университета прописали миссис Питри диету, беременность протекала легко. Питри не мог отказаться от очередного раскопочного сезона и постоянно переписывался с женой. 26 апреля 1907 года у пары родился сын Джон Флиндерс, но это сопровождалось чередой несчастий: через шесть недель скончался отец Хильды. Уильям Питри, несмотря на почтенный возраст, приехал посмотреть на внука. Он скончался в марте 1908 года. Во время экспедиции в Фивы 1908 года Хильда вновь забеременела и уехала через шесть недель в Лондон, где маленький Джон был оставлен на попечении няньки. В августе 1909 года у супругов появилась дочь Энн. Ранние годы дети провели на попечении Хильды, переписка которой с Флиндерсом (как минимум два письма в неделю) показывает, что она изнемогала от домашних забот.
Лишь с 1915 года оба родителя смогли заняться воспитанием собственных детей. Флиндерс охотно играл и гулял с Джоном и Энн, посещал сына в школе (подготовительная школа Университетского колледжа в Хампстеде), научил его плотницкому и столярному делу, игре в нарды и шахматы. Питри впервые получил достаточно времени, чтобы обставить дом. Он любил играть на фортепиано, предпочитая Баха, Бетховена и Гайдна, однако никогда не выдерживал темпа и часто ошибался. Чаще Питри читал партитуры для собственного удовольствия. Джаза хозяин дома не переносил совершенно, как и граммофонов, из-за чего возникали конфликты на раскопках с молодыми учёными из поколения «щенков Питри». Дом на Уэлл-Роуд был отделан знакомыми художниками-прерафаэлитами, на стенах висели гравюры с полотен Альма-Тадемы, Уоллиса, Ханта и Уоттса, уже умерших ко времени оседлой жизни семьи Питри. Летние каникулы в 1917—1919 годах семья проводила вместе в сельской Англии, где Флиндерс проводил раскопки. На Пасху 1918 года Питри переехали в дом № 5 на Кэннон Плейс, который ныне отмечен памятной доской. Это было нелёгкое предприятие из-за объёма библиотеки и коллекций хозяина. С возрастом бытовые привычки Питри превращались в эксцентричность: в доме запрещалось пользоваться телефоном, звонки и разговоры по которому раздражали хозяина. Питри редко выбирался на концерты симфонической музыки, а театр во всеуслышание объявлял «легкомыслием»; чтение художественной литературы и просмотр спортивных матчей проходили по категории «потерянного времени». Точно такой же была и его бережливость: хозяин дома на полном серьёзе утверждал, что для хорошего мытья достаточно пяти дюймов воды в ванне. Когда дочь однажды спросила, что бы он хотел на день рождения, Флиндерс ответил: «Время».

### Британская археологическая школа в Египте

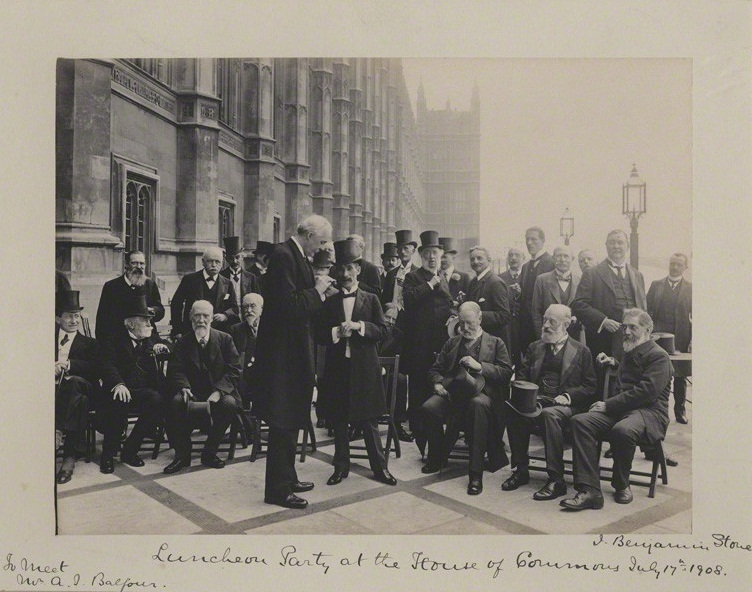
Питри (сидит крайний справа) на приёме в Палате общин в 1908 году

В сезон 1895—1896 годов Питри со своими студентами (в том числе мисс Пэджет и Розалинд Пири, позднее вышедшей замуж за Квибелла) работал в Фивах, а дамы копировали рельефы в гробнице Птахотепа-Тефи (D64b) в Саккаре. Квибелл возглавил раскопки Рамессеума, тогда как Флиндерс копал заупокойные храмы фараонов Нового царства на краю пустыни. В храме Мернептаха обнаружилась стела с победной надписью, в которой единственный раз во всём корпусе древнеегипетских текстов упоминался Израиль. Это стало мощнейшим стимулом к развитию библейской археологии и прославило имя Питри, который, в соответствии со своими взглядами, считал открытие стелы Мернептаха своим величайшим достижением. В 1896 году Питри сотрудничал с Гренфеллом в Оксиринхе, не нашёл ничего для себя интересного, однако результатом стал величайший из британских папирологических проектов.
В конце XIX века Питри достиг серьёзных успехов в Накаде, где открыл множество памятников раннединастического Египта, а дольше всего работал в Абидосе (1899—1904). Под его началом работали студенты с отдельными проектами, которые сами стали известными египтологами, особенно Артур Мэйс, Артур Уэйгалл, и другие. Наметившееся между Питри и Службой древностей сотрудничество с большим скандалом было разорвано в 1905 году. В ответ на это Флиндерс в июне 1905 года объявил о создании Британской археологической школы в Египте. В отличие от существующих Британских школ в Афинах, Риме, Иерусалиме и Багдаде, проект Питри не планировался как стационарный, не должен был иметь отдельной базы и был сопряжён с его собственными экспедициями от Университетского колледжа. Таким образом, в Британии появлялось три взаимно конкурирующих центра египтологии: Британский музей, Общество исследований Египта и Университетский колледж. По уставу административный аппарат школы был минимален, ограничиваясь директором (Питри); финансирование предусматривалось от частных пожертвований, в том числе зарубежных, и продажи или обмена предметов, найденных на раскопках. Главой попечительского совета стал кузен Питри — инженер Роберт Хенсли. Важнейшими партнёрами Школы стали Новая глиптотека Карлсберга и Метрополитен-музей, также Музей изящных искусств в Бостоне и Королевский музей Онтарио в Торонто. Замысел Питри оправдался: в 1905 году ему с Хильдой пришлось отказаться от отпуска, и с сентября по ноябрь он посетил 17 городов Соединённого королевства, собрав 1150 фунтов стерлингов. К 1908 году в Британии возникла сеть корреспондентов и жертвователей Школы, и в 1913 году бюджет увеличился вчетверо.
Синайская экспедиция декабря 1904 — марта 1905 годов планировалась как рискованная: местные бедуины ещё в 1882 году убили участников британской исследовательской партии майора Палмера. Тем не менее с бедуинами получилось поладить и в конце концов у Питри работало 36 человек. Было обнаружено множество граффити разных династий, оставленных участниками походов за полудрагоценными камнями и медью. Профессор Питри обнаружил имя ранее неизвестного фараона III династии, и вновь убедился, с какой скоростью уничтожались следы древности. В этом были повинны как английские геологи, взрывавшие скалы динамитом, так и аборигены: однажды, когда Питри копировал граффити XII династии, явился бедуин с молотом и сбил «шайтанские» письмена. Попутно профессор рассуждал о численности евреев, странствовавших по пустыне, и опытным путём пришёл к выводу, что сынов Израилевых не могло быть более шести тысяч. Предать гласности свои выкладки Флиндерс решился только после кончины отца, который всегда воспринимал Библию дословно, а в книге Чисел приводилась точная численность каждого из колен Израилевых. Крупнейшие открытия ждали всех в Серабите, где был раскопан храм ханаанского, а не египетского типа, и скопированы надписи так называемого протосинайского типа. После окончания сезона Флиндерс и присоединившаяся к нему Хильда отправились в Афины на I Международный археологический конгресс, вновь побывали в Микенах, Тиринфе и Коринфе. Конфликт Питри и Службы древностей продолжался и далее, когда ему было отказано в публикации находок на Синае, и Навилля — главу Службы — поддержало Общество исследований Египта. В 1906 году Питри издал свой отчёт самостоятельно, без разрешения Общества. Конфликт имел и материальную сторону: в сезон 1905—1906 года чете Питри пришлось брать в банке кредит на довольно значительную сумму.

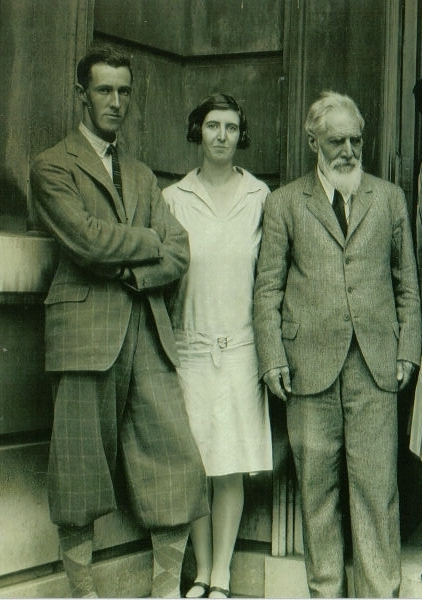
Флиндерс Питри с учениками Дж. Хардингом и Тафнелл, Ольга

В сезон 1911 года Питри шесть недель взаимодействовал с Томасом Лоуренсом, присланным из Каркемиша для получения опыта раскопок. Лоуренс довольно язвительно характеризовал нрав и привычки Питри. Без контроля жены он был совершенно равнодушен к быту, мог есть просроченные консервы из давно открытых банок («предварительно соскоблив слой плесени»), хранить в постели уникальные алебастровые сосуды, или отгонять крыс от запасов хлеба пинками. Консервы из прошлогодних запасов профессор бросал на камни: если банка не взрывалась, её содержимое считалось годным. По описанию Томаса, Питри был совершенно седой, ростом в 5 футов 9 дюймов (около 175 см), нервно-подвижный, с высоким голосом, который ломался, когда профессор был возбуждён. «Это человек идей и систем, который знает единственно верный способ откапывать храмы и чистить зубы».
После начала Первой мировой войны 61-летний Питри подал заявление на военную службу, но получил отказ. Практически все его ассистенты были призваны в войска или в разведывательные службы. Раскопки прервались на четыре года, сократилось и число студентов. Тем не менее в 1914—1918 годах Питри читал как минимум одну лекцию в неделю (на которые обычно ходили досужие посетители старшего возраста), продолжал работать в администрации Университетского колледжа над планами реформирования учебного плана отделения истории и каталогизировал коллекцию египтологического музея, купленного администрацией за 4000 фунтов стерлингов. Средства, собранные на нужды Археологической школы, были направлены на счёт Шотландской женской организации. Во время войны археолог занялся проектом систематизации и издания всех типов египетской керамики, запланировав серию из 20 томов. В действительности было выпущено 14 томов, два из которых — посмертно.
В сентябре 1919 года 66-летний Питри подал прошение Службе древностей Египта о возобновлении раскопок в Лахуне. Разрешение было получено. Обязанности главы Археологической школы стала исполнять Маргарет Мюррей. Джона и Энн отдали в школу-интернат, открыв для их нужд банковские счета и выписав доверенность на оплату школьных расходов. На рождественские каникулы они должны были отбыть к бабушке Урлин в Хампстед. В 1920 году Питри вернулся к своим давним штудиям в Стоунхендже, выступив на заседании Общества антикваров: во время войны на равнине Солсбери был военный лагерь и проводились манёвры, от которых пострадали монолиты. Через газету «Таймс» он решительно протестовал против неквалифицированной реставрации и любительских раскопок. В 1921 году чета Питри возобновила раскопки в Абидосе, где их сопровождали четверо ассистентов Университетского колледжа, в том числе Гертруда Катон-Томпсон. Находки были многообразны: если Флиндерс сосредоточился на обширном додинастическом кладбище, то Хильда взялась обследовать кельи раннехристианских отшельников, расположенные высоко в скалах. После завершения работ партия перебазировалась в Беннесу близ Оксиринха. Катон-Томпсон работала с Питри ещё в Кау (в десяти милях от Асьюта) на некрополе Среднего царства. Как все участники партии, она квартировала в брошенной гробнице, и спала с пистолетом под подушкой на случай нападения гиен.
25 июля 1923 года Флиндерс Питри удостоился рыцарского звания; при награждении археология вообще не упоминалась, использовалась формула «за заслуги перед Египтом». В дневнике учёного помещена запись в телеграфном стиле, что посвящение прошло в Букингемском дворце в половине одиннадцатого утра. В честь 70-летия Питри его друзья и коллеги решили учредить медаль его имени, первым из награждённым которой должен был сделаться сам юбиляр. Дизайн медали с профилем фараона Хеопса и ибисом-Тотом Флиндерсу не понравился. 11 февраля 1927 года Университетский колледж впервые посетила августейшая особа — королева Мэри — с неофициальным визитом. Египтологический отдел показывала Маргарет Мюррей.

### Палестинские годы

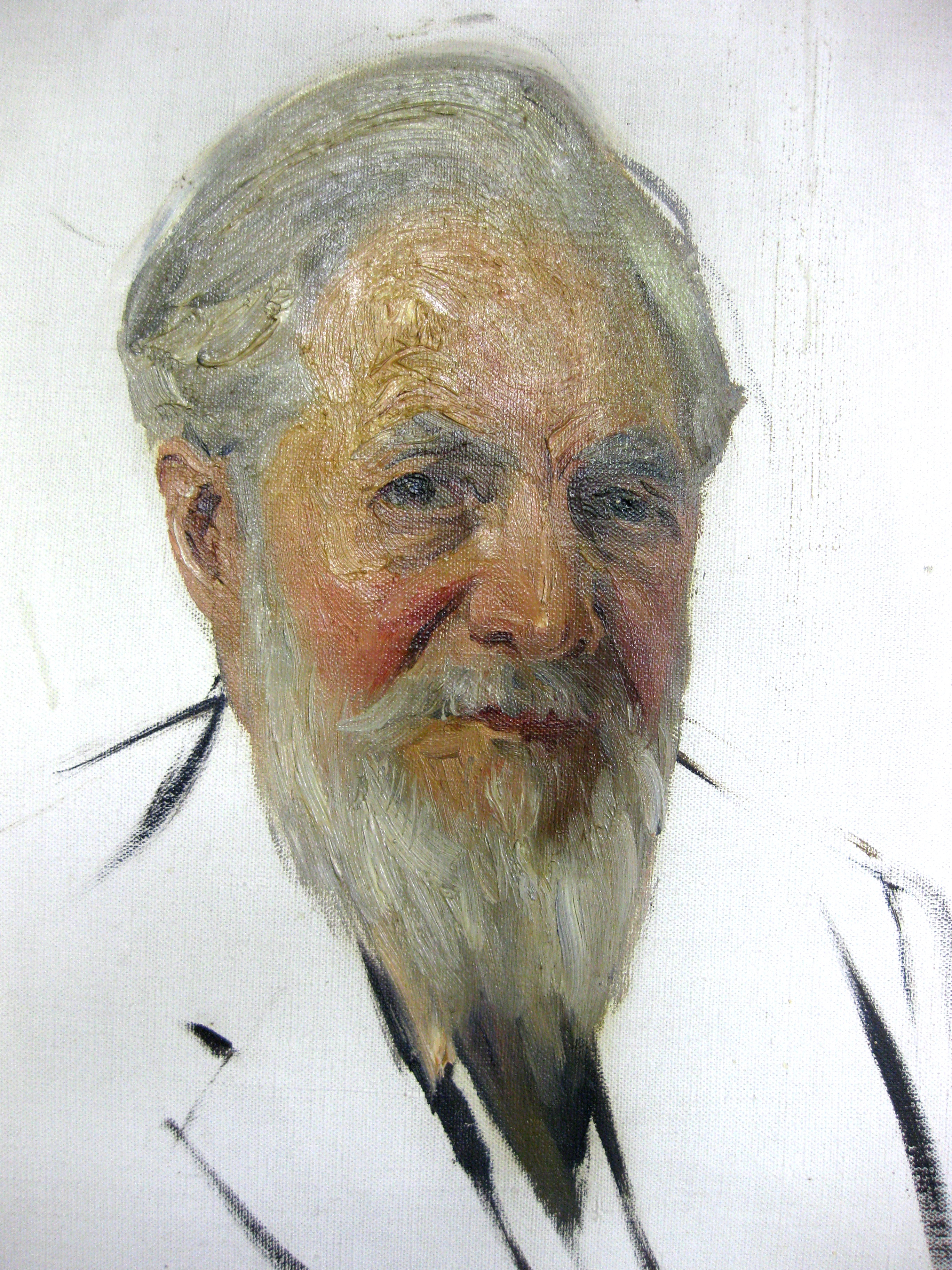
Флиндерс Питри на портрете израильского художника Блюм, Людвиг, написанного в 1937 году

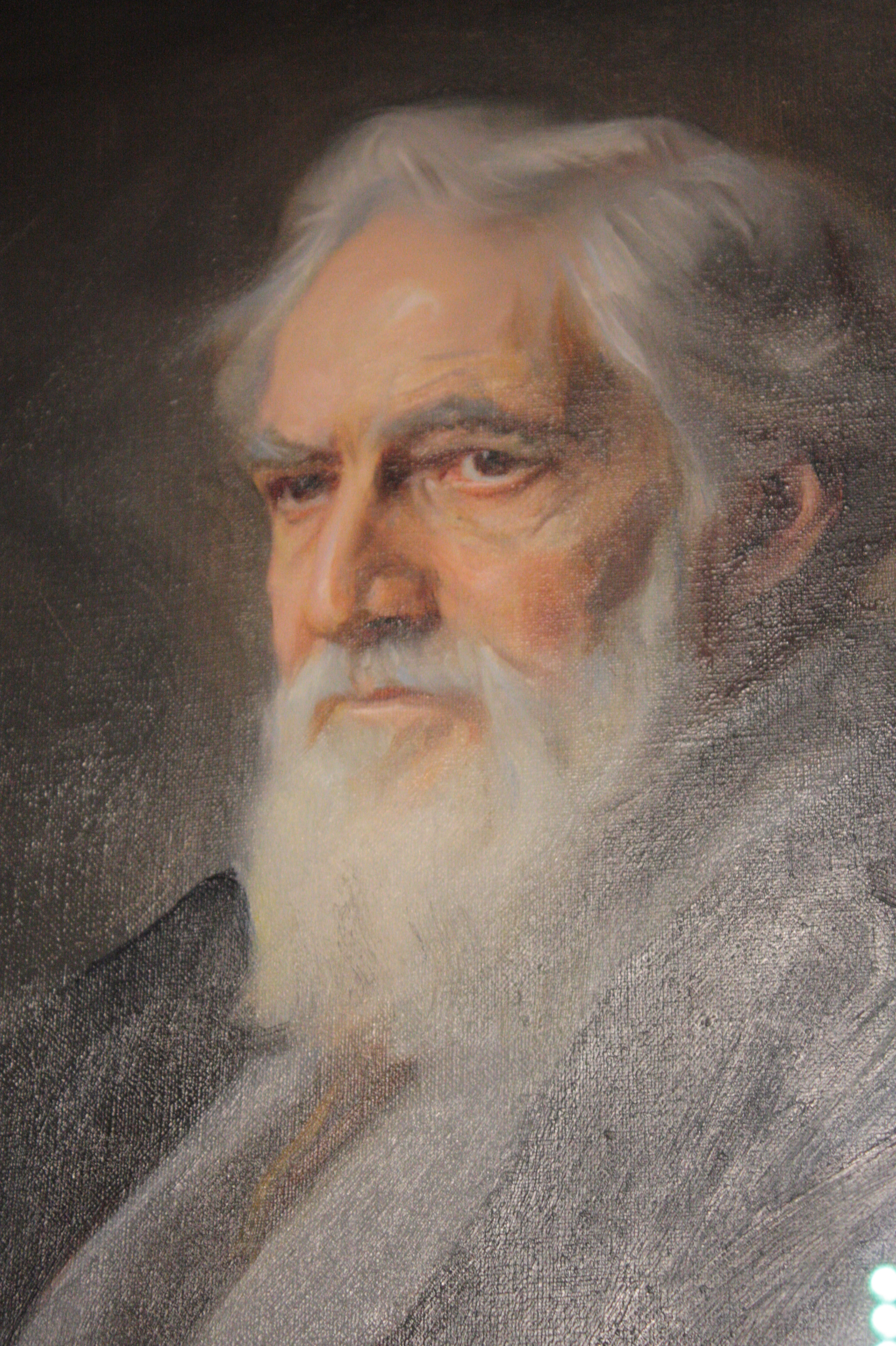
Деталь портрета работы Филипа де Ласло

Из-за последствий открытия гробницы Тутанхамона и трений между правительством Египта и Службой древностей сезоны с 1924 по 1926 год для Питри сорвались. Так как американские спонсоры грозили отозвать гранты, в 1926 году Флиндерс принял нелёгкое для себя решение перенести раскопки Археологической школы в Палестину. Для работ избрали Вади Бесор в 18 милях от Газы — сухое русло, исходящее из Негева и впадающее в Средиземное море. В древности оно было частью оборонительной линии на границе Египта и Ханаана. Хотя Питри предупреждали, что местные бедуины не годятся для систематической работы, с ними удалось поладить, и они охотно учились у египетских раскопщиков. У подветренной стороны кургана Телль Джемме воздвигли экспедиционный саманный дом, железные листы для крыши которого везли на ишаках из Яффы. Из пробуренных скважин поступала только сильно минерализированная солёная вода, и пресную для технических нужд и для питья приходилось возить в бурдюках из Газы. Результаты не разочаровали: по обломкам краснофигурной аттической амфоры Питри датировал городище с точностью до нескольких лет, и идентифицировал как тыловую базу снабжения армии Камбиза. Были найдены и зернохранилища, достаточные для примерно 70-тысячной армии. Медики запретили Питри проводить зиму в Англии: в предшествующие сезоны он подолгу болел простудными заболеваниями. Зимний сезон 1927—1928 года археолог провёл в Риме, где остановился на пять месяцев в пансионе близ Британской археологической школы, чьими фондами мог свободно пользоваться. Его навестил сын Джон, а сам Флиндерс начал написание автобиографии. В Риме учёный зимовал и в сезон 1929 года.

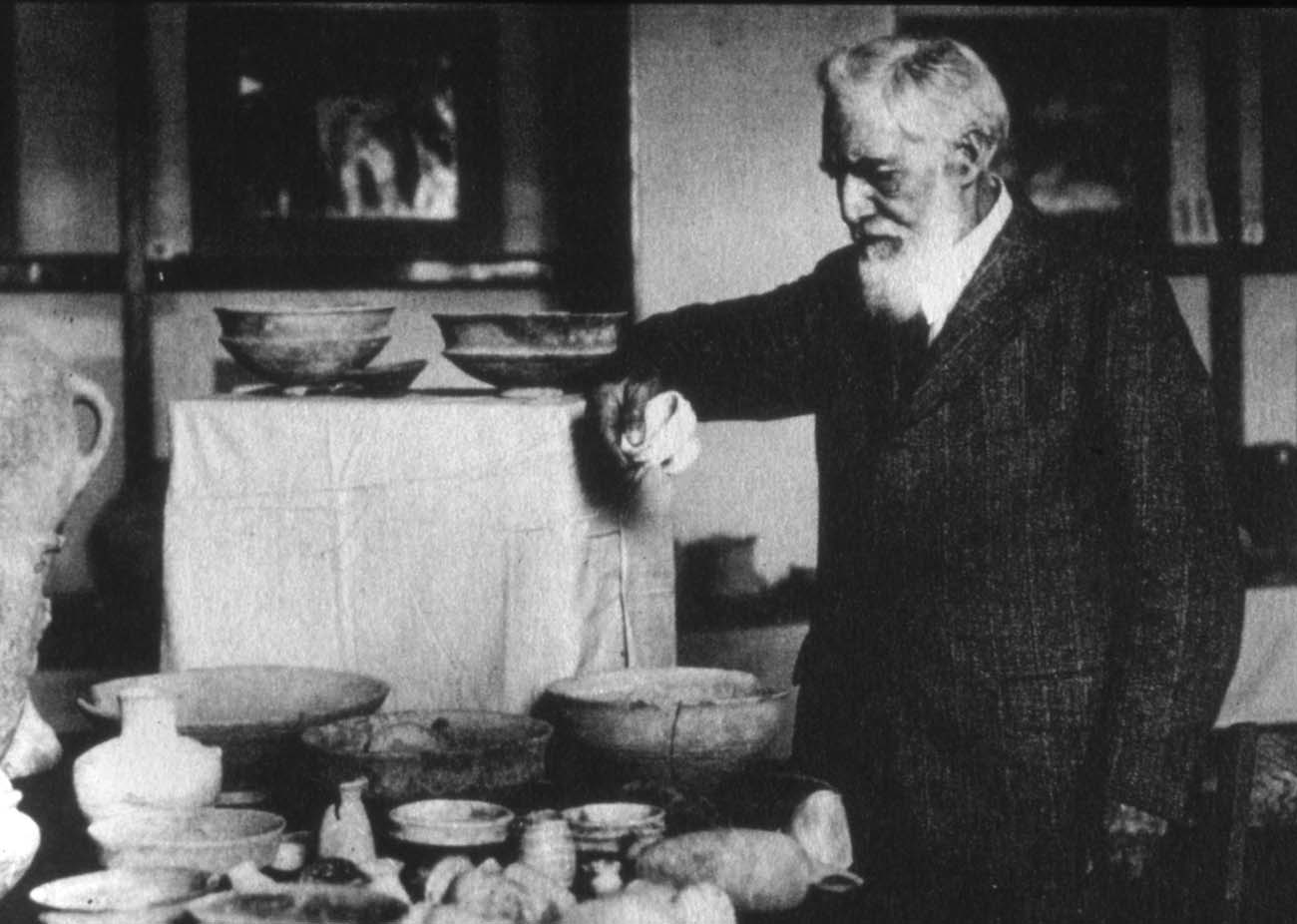
Питри с предметами из Эль Фары

В 1930 году отмечался полувековой юбилей раскопочной деятельности Питри в Египте. Празднование 3 июня возглавила леди Ньюнс, которая организовала сбор средств и устроила большой парад и показ живых картин на Лондонском ипподроме (в образе Эхнатона предстал князь Голицын, а Клеопатры — сама леди Ньюнс). В шествии участвовал 81 представитель Университетского колледжа и Археологической школы в Каире. Торжественную речь прочитал капитан Спенсер-Черчилль. Было собрано 900 фунтов стерлингов пожертвований для Школы археологии, и столько же на благотворительность. 19 июня был дан банкет в отеле «Савой» на 180 человек, на котором столы были украшены лотосами. В интервью газете «Таймс» Питри не удержался от параллелей между Римской империей накануне упадка и положением Великобритании с её засильем профсоюзов и непомерными налогами. Обругал он и «уродливое современное искусство», противопоставив ему тишину пустыни, «в которой так легко сортировать новые впечатления». В 1931 году Флиндерс Питри выпустил автобиографию «Семьдесят лет в археологии», заявив, что карьера его началась в 8-летнем возрасте, когда он стал собирать монеты. Личных и интимных моментов в книге практически не встречалось, это было повествование о проделанной работе. В том же году он подал заявление на переселение в Палестину и получил гражданство; ввиду предстоящей в 1933 году отставки Питри принял решение провести оставшиеся годы в Иерусалиме. Последнюю лекцию в Лондоне он прочитал 29 июня 1933 года и сразу же отправил библиотеку из Кэннон Плейс на Землю Обетованную. Бо́льшая часть мебели и книг была распродана. В Иерусалиме Хильда и Флиндерс сначала жили в пансионе близ церкви Св. Георгия, а потом, как обычно, отправились на раскопки. В 1934 году июнь и июль Питри провёл в Лондоне, работая с коллекциями музея своего имени и позируя художнику Филипу де Ласло, написавшему два портрета учёного, один из которых предназначался для Профессорской гостиной в колледже. До 1938 года Питри формально числился почётным куратором музея, что не влекло никаких обязанностей. На обратном пути в Палестину Флиндерс посетил Солсбери, и это было его последней поездкой по Англии и в Англию. Далее 81-летний старец отправился в 1200-мильное путешествие по археологическим раскопкам Ливана и Сирии.
В сезон 1935 года Флиндерс добился разрешения на раскопки на Синае, однако из-за безводья и жары удалось поработать не более месяца. Остаток сезона прошёл в Тель эль Аджуле к югу от Газы, однако Палестинская служба древностей отказалась принимать его отчёт, и потребовала полную опись всех обнаруженных предметов. Составлением списка занималась Маргарет Мюррей, срочно вызванная из Лондона. В Иерусалиме в июне удалось договориться о более удобном жилье в Американской школе востоковедения, директор которой был большим поклонником Питри. У него была теперь просторная комната с видом на Елеонскую гору, и были доступны, кроме домашней библиотеки, книжные собрания Британской и Американской школ археологии и библиотека доминиканского монастыря. Впервые в жизни у Питри образовалось достаточно досуга, чтобы регулярно посещать концерты классической музыки. Осенью он согласился на туристическую поездку со всеми удобствами через Дамаск в Триполи, что обошлось Флиндерсу и Хильде в 1 фунт стерлингов в день. Последние раскопки в Тель эль Аджуле прошли в 1936 году и более не возобновлялись из-за еврейско-арабского конфликта.

### Жизненный финал

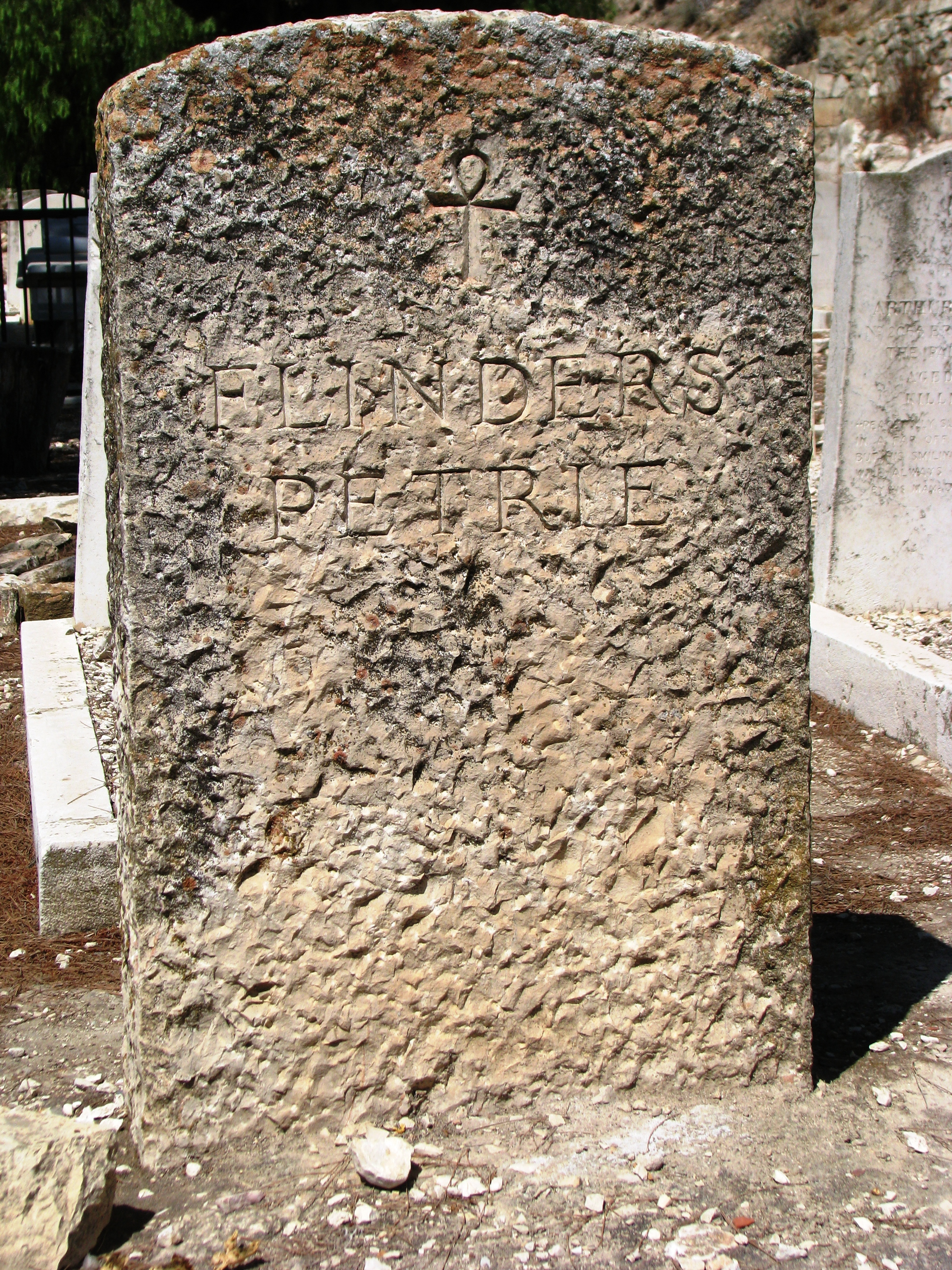
Надгробие Флиндерса Питри в Иерусалиме

Последние годы Флиндерса прошли в Американской школе в Иерусалиме, где чета Питри питалась вместе с персоналом в общей столовой. У 86-летнего старца ещё хватало сил для прогулок по улицам города, хотя и медленно, шаркая. Дневниковые записи преимущественно описывали состояние здоровья, чаще всего — малярийные или желудочные приступы. Несколько раз археолог читал лекции британским военным, однажды выступив в военном лагере в Нетании. 26 октября 1940 года учёный попал в Правительственный госпиталь с сильнейшим малярийным пароксизмом, после которого уже не покидал стен больницы. 21 месяц оставшейся ему жизни он почти не вставал с постели, его вывозили на прогулку в инвалидной коляске; благодаря сеансам массажа он иногда мог подняться и обойти кровать. Интеллект и память не пострадали: археолог успел дописать вставную главу в мемуары, и даже взялся за беллетристику, написав рассказ «Триумф Цезаря». В мае 1941 года Питри был присуждён грант для «лиц, оказавших выдающиеся услуги нации в искусстве и науке» в 250 фунтов стерлингов от имени премьер-министра Черчилля. Зрение ухудшалось, и Флиндерсу Питри приходилось прибегать к услугам чтецов; «Семь столпов мудрости» ему читал офицер полиции Джон Брайенс. После празднования 89-го дня рождения (3 июня 1942 года) Флиндерс Питри стал стремительно дряхлеть и тихо скончался вечером 28 июля. Ещё при госпитализации он завещал передать свою голову Королевскому колледжу хирургов в Лондоне «как образец типично британского черепа»; сразу после кончины голова была отделена от тела лично заведующим больницей доктором Томпсоном и помещена в бальзамировочную жидкость. Захоронение прошло на Протестантском кладбище на горе Сион; гроб покрыли британским флагом, его сопровождали шесть констеблей. Простое надгробие ориентировали к восходящему солнцу, на грубо обработанном камне поместили только имя «Флиндерс Питри» и над ним знак анха. В панихиде приняли участие представители власти, делегаты Еврейского университета и Ордена доминиканцев.
Из-за военных действий банка с заспиртованной головой Флиндерса Питри оставалась в Иерусалиме до 1945 года, пока её не отвёз в Лондон директор палестинской Службы древностей Роберт Гамильтон. Леди Питри в 1948 году сделала запрос, осуществлялось ли исследование мозга, и получила заверение, что он «стал предметом изучения». В действительности этикетка и сопроводительные документы были утеряны, и голова учёного оставалась неопознанной до 1977 года; никаких действий над ней не производили. Овдовевшая Хильда Питри по-прежнему квартировала в Американской школе, готовя к публикации подготовленные рукописи мужа. По воле Флиндерса, его книжное собрание должно было перейти одной из арабских стран; в конце концов полторы тысячи томов приняло правительство Судана, поместив их в Библиотеку имени Флиндерса Питри в Хартуме. В 1947 году Хильда Питри переехала в Англию к дочери Энн, к 1953 году окончив публикацию рукописей мужа. После ликвидации в 1954 году Британской археологической школы в Каире средства перешли Университетскому колледжу и образовали стипендиальный фонд памяти сэра Флиндерса Питри. Леди Питри умерла от последствий инсульта в 1956 году в больнице Университетского колледжа.

## Археологическая и интеллектуальная деятельность

### Публикационная активность. Мир археолога

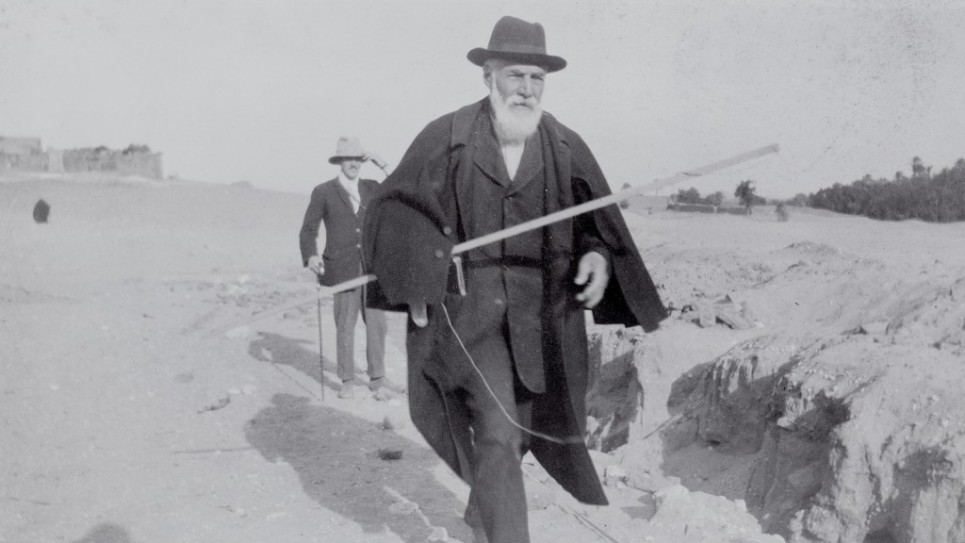
Питри на раскопках Абидоса 1922 года

В составленной Эриком Апхиллом библиографии учтены 1024 публикации Флиндерса Питри, вышедшие в 1874—1953 годах. В это число входят 102 книги, от «Предварительного сообщения о фактах измерения Великой пирамиды» (1874), до опубликованных после его кончины «Церемониальных палеток» и «Корпуса додинастической керамики». Флиндерс Питри выпустил 410 статей и 388 обзоров и рецензий в 54 популярных и научных журналах. В числе прочих публикаций некрологи, статьи в «Библейском словаре», «Энциклопедии религии и этики», и «Британской энциклопедии» («Пирамиды» в издании 1886 года и «Меры и весы» в 10-м издании 1902 года, и не менее пяти статей на ту же тему в 11-м издании). Публикации демонстрируют масштаб интересов археолога, от сложнейших проблем археологии и социологии, расовой теории, до расчёта наиболее удобных дверных ручек в лечебных заведениях. Эрик Апхилл выражал удивление, что «на осмысление и написание» всего перечисленного понадобилось «всего лишь» 89 лет жизни.
Несмотря на огромное трудолюбие, интеллектуальную щедрость и изобретательность, слабым местом Флиндерса Питри всю жизнь оставалось отсутствие языковых навыков. Ему так и не удалось освоить латинский и греческий языки, по той же причине недоступными ему оставались новейшие французские и немецкие публикации по египтологии и смежным дисциплинам. На практике он более или менее научился разбирать египетские иероглифы и говорить с рабочими по-арабски, но и это знание было недостаточным. Величайшим из его учеников стал американец Джордж Рейснер, который полностью усвоил полевые методы и воззрения своего патрона, и даже использовал обученных Питри египетских рабочих; ввёл методику карточной фиксации результатов раскопок. В эпоху, когда широта теоретических обобщений и жизненный опыт вырабатывались преимущественно в длительных путешествиях, ареал Ф. Питри был ограниченным. На Британских островах он бывал только в пределах Англии и Уэльса; страдая от морской болезни, он более 80 раз пересёк Средиземное море, и по пути объездил Францию, Италию, Грецию и Мальту, был знаком с портами Марокко и Алжира и левантийским побережьем. На Ближнем Востоке за пределы Палестины он так и не выбрался, и даже в Египте единственный раз (в 1887 году) поднялся по Нилу до Асуана и более никогда не выезжал южнее Луксора. Несмотря на многократные приглашения в США (сулящие солидную материальную прибыль), Питри так и не решился пересечь Атлантику; отклонил он и приглашение в Австралию, хотя там жил его кузен Джон Флиндерс.

### «Систематическая археология» Флиндерса Питри

#### Контекст. Вопрос о внешнем влиянии
Когда Флиндерс Питри приступал к археологической работе, он мог опираться на предшествующий опыт двух исследователей: Генриха Шлимана и Огастеса Питт-Риверса. С обоими он был знаком лично, а с Питт-Риверсом общался по меньшей мере в течение двух десятилетий. По мнению историка археологии Элис Стивенсон, не следует преувеличивать внешнего влияния на становление археологических взглядов Питри, так как он ещё до приезда в Египет много лет посвятил исследованию Стоунхенджа и исторических памятников Южной Англии. Для исследования его методик больше даст изучение социальной среды и обстоятельств, которые способствовали работе с древностями, и привели к включению 24-летнего независимого учёного без образования в круг корреспондентов Королевского археологического института. В апреле 1878 года в дневнике Флиндерса зафиксирована встреча с археологом Джоном Эвансом, которая «прошла успешно». В период до 1879 года Питри познакомился с работой Уильяма Гринуэлла «Британские курганы» (1877) и имел доступ к архиву Археологического общества Сомерсета. Наибольшее внешнее влияние оказали на Флиндерса полевые сезоны Флаксмана Сперрелла, который преимущественно интересовался каменным веком. Именно здесь формировалась доктрина целостности, включавшая понимание контекста, навыки тафономии, определения развития древних технологий и реконструкция древнего сознания и менталитета. Питри обнаружил вместе со Сперреллом кремнёвые орудия в Крейфорде; на экспертизе их находок присутствовали Дж. Эванс, О. Питт-Риверс и Э. Тайлор. В переписке 1879 года упоминается участие Питри в раскопках Кентского археологического общества: в письме Сперреллу от 18 июня упоминается прокладка разрезов через древний курган, сопровождаемая грубой стратиграфической схемой. Впрочем, тогда ничего найти не удалось. В письмах из Египта 1881 года упоминались планы на британские раскопки.
Можно считать очевидностью, что философию раскопочной деятельности Питри всецело усвоил у Питт-Риверса: прокладка разведочных шурфов и траншей, картографирование раскопок в целом с привязкой к общему плану мелких конкретных находок. В учебнике «Методы и цели археологии» (1904) Ф. Питри описывал разбивку большого участка на сетку квадратов, обозначаемых буквами и цифрами, что явно отражало его опыт геодезиста, а не влияние Питт-Риверса. Исследователи работали в принципиально разных полевых условиях: генерал Питт-Риверс копал памятники Британии, тогда как задачей Питри было расчистить обширные храмы и некрополи Египта от песка пустыни и позднейших саманных напластований. Огромное число мелких и стандартных предметов побуждало Питри создавать корпуса типовых находок и отыскивать стилистические и прочие последовательности, тогда как полевые планы Питт-Риверса компенсировали ничтожное малое число находок. Масштабы работ Питт-Риверса очень невелики: например, для раскопок кургана в Сигуэлсе ему потребовалось три дня и семь рабочих. В двух сезонах раскопок на холме Кэберн было занято, соответственно, три и пять человек. В собственных поместьях генерал использовал труд арендаторов. Флиндерс Питри в Египте подчас использовал сотни рабочих, нанятых из местных феллахов и бедуинов. Отличались и методы публикации результатов. В статьях Питт-Риверса преобладали схемы и планы, а для репродуцирования находок использовалась фотолитография. Зачастую главным объектом публикации была именно визуализация находок, а текст служил для комментирования и разъяснения деталей. Питри также утверждал, что главным в археологических отчётах являются иллюстрации и карты, и при планировании бюджета публикации именно эти аспекты следует считать первичными. Питт-Риверс был богат, поэтому вопросы финансирования публикаций его не беспокоили. Обильный иллюстративный материал появился в книгах и статьях Питри примерно через десятилетие после кончины генерала Питт-Риверса. И Питт-Риверс, и Питри не признавали дарвинистской эволюционной концепции, и разработанные им типологические линии, основанные на керамическом материале, опирались на теорию «вырождения», которую проповедовал Спенсер и использовал для изучения нумизматического материала Дж. Эванс. При разработке морфологических последовательностей Питри никогда не ссылался на Питт-Риверса, но при этом был знаком с типологиями Монтелиуса.

#### Метод «сериации»

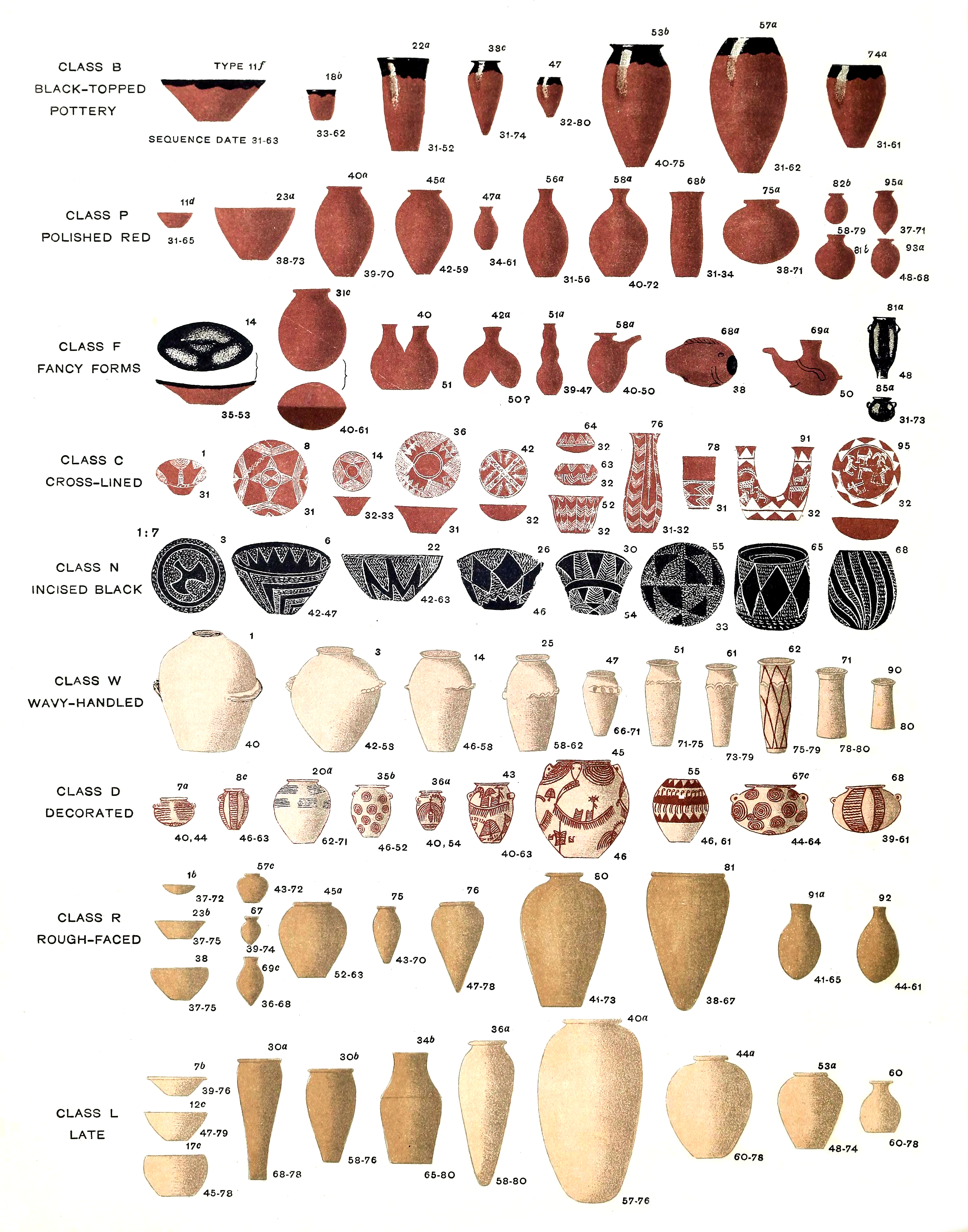
Типология керамики Флиндерса Питри

Наглядная сериация древнеегипетской керамики Флиндерса Питри. Музей египетской археологии Питри

Немецкий археолог Томас Герцен подчёркивал, что Питри можно считать пионером применения математических методов в археологии. При раскопках в Накаде и Диосполисе, проводимых в 1890—1899 годах, учёный столкнулся с проблемой изобилия керамического материала, не поддаваемого стратиграфической упорядоченности (типов сосудов было более 800). Питри заявил, что необходимо исходить из морфологического подобия и неподобия, когда каждый предмет имеет некоторые общие черты стиля с близкими ему по хронологии; общность падает при сравнении с предметами, удалёнными от времени бытования каждого из типов. Керамические сосуды археолог подверг типологии, зашифрованной в буквенно-цифровом коде. Питри составил полную опись раскопанных гробниц, заведя на каждую индивидуальный формуляр. Далее он нарезал длинные полоски бумаги, разделённые на девять рубрик по категориям (базовым формам глиняных изделий), зафиксировал на них все имеющиеся в его распоряжении предметы, и стал подбирать полоски по принципу наибольшего морфологического сходства. В его наглядной модели сходство уменьшалось от каждой отдельно взятой полоски и вверх, и вниз. С течением времени изменялся состав комплекса: исчезали некоторые типы, появлялись новые. Менялся и вид каждой из оставшихся категорий, например, сосудов с ручками в форме волны. Последовательные пункты на образовавшейся шкале Флиндерс Питри обозначил числами от 30 до 80, оставив звенья менее 30 на будущие открытия. Каждое звено имело протяжённость чуть более десятилетия. Данный метод Питри называл «шеренговым» (sequence dating, дословно: «датировка последовательностью»). Немецкий археолог Макс Уле назвал метод «сериацией» и перенёс в Мексику и Перу, где с успехом применял.
Томас Герцен и Мартин Грётшель исследовали сериацию Флиндерса Питри. Например, третья сверху полоска содержит шифр B 130. Шесть из девяти рубрик не заполнены, то есть предметов данного вида на раскопках не обнаружено. Шифры на этой полоске означают, что сосуды из гробницы B 130 относятся к типу «B» (керамика с чёрным глазурованным верхом), и так далее. Исследователи пришли к выводу, что Питри самостоятельно разработал базу данных типа связного списка; это неявно построенная матрица встречаемости типов доисторической египетской керамики из гробниц. Сам археолог писал, что пришёл к такой схеме из-за нелюбви к огромным табличным «простыням» со множеством пустых клеток. Он прекрасно понимал, что объём доступных ему данных превосходит его вычислительные возможности, поэтому вносил в формуляр только гробницы, в которых представлены, как минимум, пять разновидностей керамики, игнорируя остальные. Из 900 формуляров в схеме удалось разместить 700, разбитых на 50 временных отрезков, не заботясь проблемой абсолютной датировки. Лев Клейн отмечал, что в отличие от типологии Монтелиуса, выстроенной на идее эволюции, матрица Питри не предполагала заранее прописывать направление изменений; в итоге схема продемонстрировала регресс: деградацию техники и художественного мастерства, распад изобразительных мотивов.

#### Египетская хронология
Флиндерс Питри находится у истоков создания научной хронологии древнеегипетской цивилизации. К этим вопросам он обратился после раскопок на Синае и открытия древнейшей протоалфавитной письменности, и обобщил в сборнике статей «Исторические исследования», вышедшем в 1911 году. Изначально Питри доверял датировкам своих предшественников и современников, отлично сознавая, что у древних египтян не было абсолютного счёта времени, равным образом, не существует сводного списка правителей, по годам правления которых указывались обиходные даты. В эпиграфических и папирологических памятниках несколько раз упоминается восход Сириуса, к которому привязывался календарный цикл. Граффити Синая показали, что датировки Среднего и Нового царств хорошо соотносились друг с другом, и лишь датировки Манефона подходят для гигантского количества царских имён Древнего царства. Результатом стало огромное удревление египетской истории: Питри отнёс основание I династии к 5510 году до н. э., а XII династии к 3246 году до н. э. Египтологи единогласно отвергли вычисления Флиндерса; его выкладки принял лишь Артур Эванс, так как они согласовывались с его концепцией взаимоотношений древних Крита и Микен. Привязка XII династии к среднеминойскому периоду (выделенному на основе логики деления египетских «царств») была нужна, чтобы синхронизировать крито-египетские контакты Нового царства.

#### Мумийные портреты

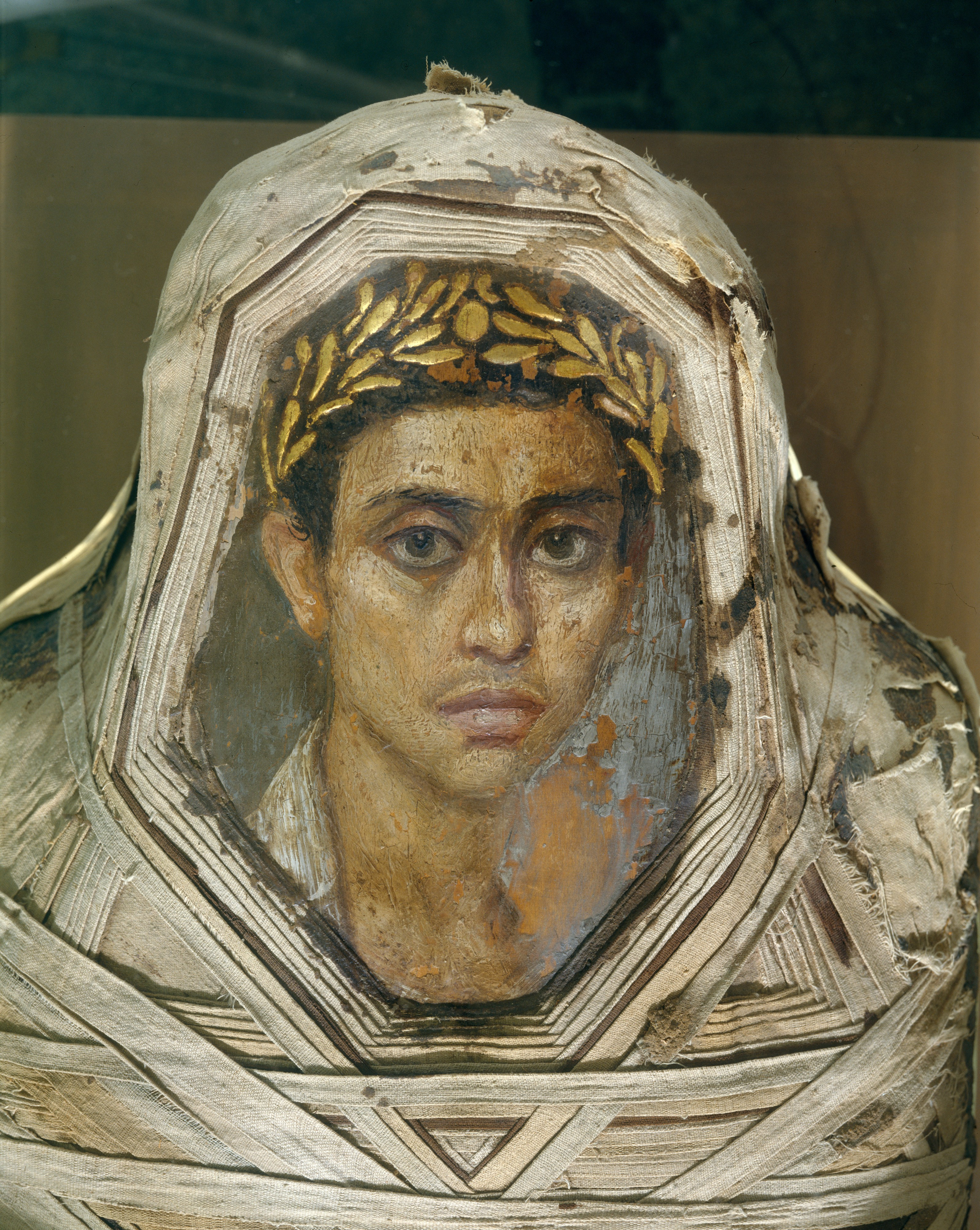
Голова мумии с портретом из находок в Геваре 1911 года. Метрополитен-музей

Мумийные портреты, выполненные в технике энкаустики, получили обобщённое название «Фаюмских» по оазису, в котором в последней трети XIX века интенсивно работали британские и немецкие археологи. Находки Флиндерса Питри в Геваре в сезоны 1888—1889 и 1910—1911 годов стали этапными для понимания смысла заупокойного искусства Римского Египта. Находки документированы, сохранились источники трёх видов: собственные записные книжки Питри с замерами и зарисовками (семь из них касаются работ в Геваре), реестр переписки (частью рукописный, частью перепечатанный на машинке) и полевой дневник археолога, в котором он скрупулёзно подводил итоги каждого дня раскопок. От сезона 1910 года сохранились фотографии, в том числе фиксирующая мумию с портретом вместо маски (оригинальный негатив хранится в Глиптотеке Карлсберга). Запечатлённая на фото мумия и портрет не идентифицированы в коллекции Музея Питри, но, возможно, попали в Мюнхенский музей.
Приступая к работе в Гуробе и Геваре, Флиндерс Питри желал исследовать памятники Среднего Царства, а также предотвратить разрушение культурного слоя «себахинами» — крестьянами, добывающими из древних городищ органические остатки для удобрения и попутно занятыми гробокопательством. Поскольку он широко пользовался трудом непрофессиональных копателей, для большинства найденных им портретов отсутствует археологический контекст и невозможно определить точное место находки. Многие находки находились в плачевном состоянии, и археологу приходилось консервировать их прямо на месте. Археолог не рисковал очищать живописную поверхность от грязи, а применял нагрев поверхности свечой, которая позволяла вернуть доске гладкость. Судя по журналу Питри, он экспериментировал с шестью портретами между 27 марта — 2 апреля 1888 года. Если живопись отслаивалась, Питри обкладывал живописную поверхность бумагой и залеплял рисовой кашей; следы проклейки несут три портрета из коллекции Музея Питри. В сезон 1911 года подобные методы не применялись, так как при отделении бумаги пигменты осыпа́лись. Сам учёный считал чудом, что эти портреты вообще удавалось вынуть из гробниц, так как доски, на которых они написаны, были очень тонко оструганы («толщиной в лист шпона»), и за долгие века покоробились, потрескались или раскололись. Один портрет, впрочем, был разбит землекопом, который подобрал половину, а остальные фрагменты после просеивания земли отыскал сам Флиндерс и собрал картину по кусочкам, зарисовав этапы реставрации в своей книжке. Если мумия сохранялась вместе с портретом, археолог старался не разрушать ансамбля. Из 81 мумийного портрета находок сезона 1888—1889 годов с мумией осталось 12; из 65 сезона 1911 года 16 были вывезены вместе с мумиями. К 2007 году по описаниям Питри и другим источникам удалось идентифицировать почти все находки, за исключением семи портретов из находок 1888 года, и девяти сезона 1911 года. Шансы на их отыскание оцениваются как высокие.
В каталоге фаюмских находок Питри 2007 года учтено 53 мумийных портрета разной художественной ценности и степени сохранности, хранящихся в лондонском Музее Питри.

#### Археологические инновации

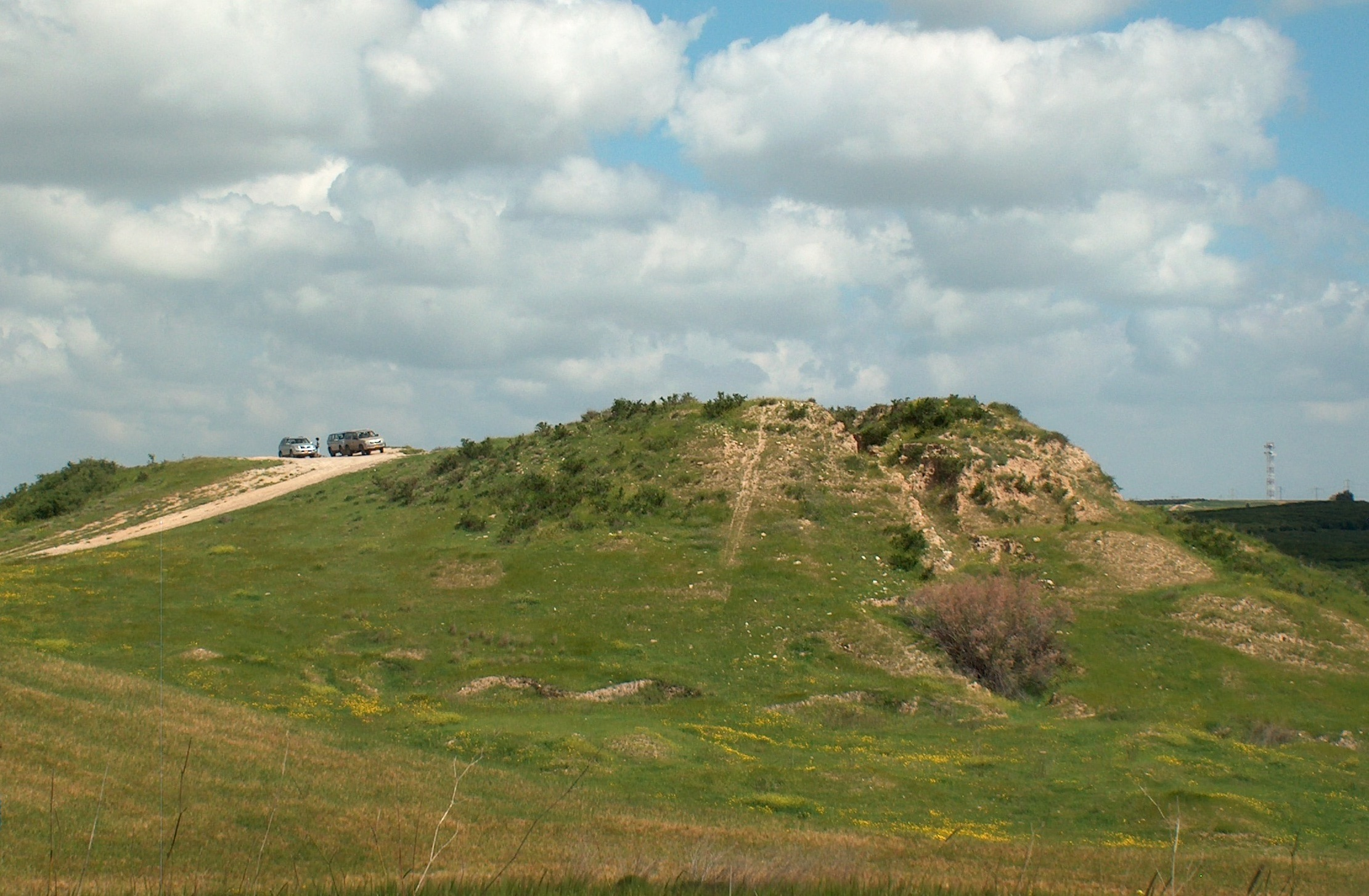
Вид Тель эль Хеси в 2009 году

Критическая оценка деятельности Ф. Питри как полевого археолога и интерпретатора находок запоздала из-за многолетнего прославления, а затем и «перевода его на тёмную сторону» из-за миграционистских и евгенических взглядов. Систематическое сопоставление методик Питри и практик современной археологии представил в 2022 году Давид Брюггер на материале работ учёного в Геваре сезонов 1887—1889 годов. Этот период был взят из-за возможности перекрёстной проверки рукописной документации и опубликованных отчётов, а также сравнения со стандартом, установленным самим Питри в учебнике археологии 1904 года. По мнению Д. Брюггера, оказавшись в XXI веке, Ф. Питри «нечего было стыдиться». Несмотря на то, что он ещё только подступался к разработке систематической археологии, используемые им методики были надёжными и очень близкими к современным. Хоть Питри и пользовался туземными рабочими (53 человека в сезон 1887 года) в традиционном колониальном стиле, его персонал был хорошо подготовлен. Сам Питри широко пользовался междисциплинарным подходом, соответствующим уровню науки конца XIX века. Он хорошо разбирался в ботанике, был отличным специалистом по консервации и реставрации вещных остатков, отличным статистиком и специалистом по стратиграфии. Именно в Геваре проявился его дар экспериментатора, когда Питри пришлось срочно решать вопросы сохранения хрупкой античной живописи на тонких досках.
Флиндерс Питри революционизировал археологию XIX века, так как последовательно исходил из презумпции, что все извлекаемые в ходе раскопок предметы обладают ценностью, а не только художественные изделия или камни и керамика с надписями. То есть его принципиальной целью являлись предметы, фиксирующие повседневность древнего общества, которые воспринимались как потенциальный исторический источник, имеющий решающее значение для установления абсолютных датировок древних построек, поселений и археологических культур. Ключевым материалом для этого оказывалась керамика ввиду разнообразия формы и фактуры, быстрой смены украшений, огромной распространённости и изобилия на любом археологическом памятнике. Питри называл керамику «алфавитом археологии» и хвалился, что при разработанной керамической стратиграфии может «не слезая с коня» датировать археологический памятник, тогда как неопытному археологу на это понадобится много недель. Важным фактором являлось и то, что керамические изделия сопровождали торговые связи, точно датируя и маркируя потоки миграций одной материальной культуры в ареале соседей. Это позволяло уточнять абсолютные датировки по уже выстроенным стратиграфическим последовательностям. При этом он осознавал, что одной морфологии недостаточно, и необходимо учитывать весь археологический контекст в комплексе. Это требовало «разумной фиксации», что, собственно, создаёт водораздел между археологией как наукой и поиском сокровищ. Средством становились оперативно выпускаемые публикации, всегда снабжённые схемами, картами и фоторепродукциями.

Формулярная карта раскопок гробницы в Тель эль Аджуле 1932 года. На обороте зарисовки и стратиграфические планы. Архив Института археологии Лондонского университета

Перенеся работы в Палестину (в 1890 году в Тель эль Хеси), Питри перенёс на местный материал разработанные в Египте методы. Он даже перевёз с собой квалифицированных копальщиков, многие из которых происходили из города Кифт и могли обучать себе смену. Рабочие Питри «по наследству» перешли американцу Джорджу Рейснеру, который также использовал их и в Палестине. По мере подготовки число египтян сокращалось: в сезон 1926 года Питри задействовал семерых иностранных копачей, а в сезон 1932 года их осталось только двое. В сезон 1890 года Питри использовал 30 копальщиков и 30 корзинщиков, тогда как в 1931 году задействовал 100 копальщиков и 250 корзинщиков, уносивших мусор. С 1933 года в партиях Флиндерса работали исключительно местные арабы. Ещё в начале своей деятельности Питри разработал методику оценивания качества рабочей силы и определил расценки. Он широко варьировал методы поощрения: неквалифицированные рабочие получали сдельно за кубометр изъятого и перемещённого грунта. По мере наработки опыта возникли две шкалы — для грубых и тонких работ. Как обычно в то время, Питри был не в состоянии постоянно находиться на раскопе и контролировать всех рабочих, из-за чего возрастал риск пропустить ценные находки или допустить их порчу. Не всегда было возможно точно зафиксировать слой и точное место обнаружения тех или иных важных артефактов. Когда Питри сформировал более или менее постоянную опытную команду, на более сложных работах применялась подённая оплата, стимулировавшая рабочих быть внимательными, а низкие темпы работы позволяли археологу следить за их ходом и точно фиксировать все подробности. Широко применялся и бакшиш, своего рода премия за нестандартные или ценные находки сверх суточных выплат. Фактическую ставку бакшиша Питри высчитывал в конце каждого дня работ, исходя из ценности находок (в том числе материала изготовления), их состояния, и многих других факторов. За повреждённые находки рабочих штрафовали. Ради бакшиша рабочие охотно просеивали отвалы. При сохранённом на месте предмете премия увеличивалась. У системы бакшиша была и оборотная сторона, так как местные жители тайком разоряли памятники, до которых ещё не добрались археологи.
Для массового материала керамических обломков или каменных инструментов Питри использовал буквенно-цифровой код, который мог иметь двух- или трёхзначную величину в зависимости от того, можно ли было зафиксировать стратиграфический слой, откуда предмет происходил, а не только его пространственное положение на плоскости. Ещё в Египте Питри стал заказывать типографские формулярные карточки, которые без изменений использовались и в Палестине, поэтому категории «одежда» и «гроб» часто оставались незаполненными. В целом археолога нередко критиковали за то, что образцовым образом разработав методику раскопок, он далеко не всегда придерживался собственных рекомендаций, в частности, в подавляющем большинстве случаев не составляя стратиграфических разрезов.

### Питри, евгеника и миграционизм

#### Флиндерс Питри и теория Фрэнсиса Гальтона

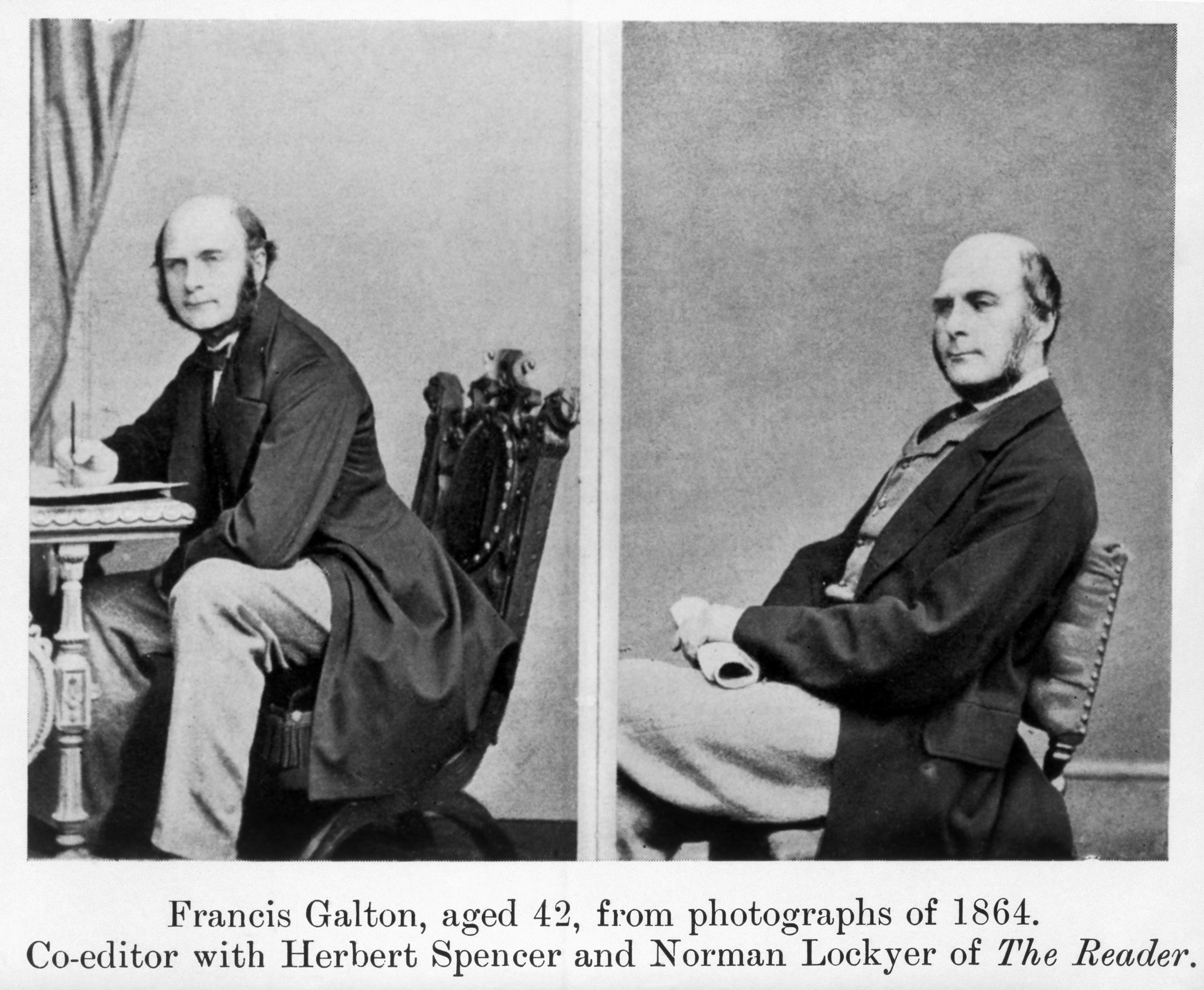
Фрэнсис Гальтон

С Фрэнсисом Гальтоном Питри был знаком ещё до первого путешествия в Египет, и активно переписывался с ним вплоть до кончины апологета евгеники в 1911 году. Во время раскопок в Навкратисе 1885 года, Питри сообщал Гальтону о наборе инструментов для идеального антропометрического измерения, который в конце концов был для него изготовлен, и хранится в департаменте статистики Лондонского университетского колледжа. Более всего Питри интересовали антропометрические и краниологические данные обнаруженных костяков и мумий. В опубликованных в 1931 году мемуарах, Питри откровенно заявлял, что практически всеми своими достижениями обязан предкам, в частности, от деда Флиндерса унаследовав умение управляться с людьми и чертить, от прадеда Питри — способности к ведению дел, от отца — способности к химии и рисованию, от матери — знание истории и геологии, и так далее. То есть он прямо повторял тезис Гальтона, что человека формирует природа, а не воспитание. Именно Гальтон в 1883 году убедил руководство Королевского инженерного корпуса присудить Питри грант за исследование Великой пирамиды. В том же году вышло его «Исследование человеческих способностей», в котором вводился термин «евгеника». Гальтон основывался на данных своего опросника, в котором за несколько лет до того участвовал и Флиндерс Питри. Его пример приводился в трактате Гальтона: Питри был способен совершать в уме математические действия над огромными числами; эту процедуру он описывал как «удерживание перед мысленным взором как бы скользящей шкалы, части которой обычные люди должны видеть на бумаге». Знавшие археолога люди подтверждали его невероятную визуальную память: Питри был способен сообщить, где именно и когда видел ту или иную форму орнамента и конфигурацию сосуда, хотя бы это было двадцать лет назад. Нильское путешествие Питри 1886—1887 года было инспирировано именно Гальтоном: археолог изучал расовые типы, представленные на древних памятниках Египта. Многообразие типов керамики Питри связывал с расами носителей культуры, создавшими эти изделия, а их многообразие и смешение сопоставлял с многообразием человеческих существ, приходящих для измерения в Антропологическую лабораторию Гальтона в Лондоне.

#### Древние народы и расовый вопрос
В 1889 году вышел в свет альбом Питри «Фотографии расовых типов из древнеегипетской живописи и скульптур», тираж которого был очень невелик; автор получил премию в 20 фунтов стерлингов от Британской ассоциации содействия развитию науки. На ежегодном Конгрессе Ассоциации 1885 года в Абердине председателем секции антропологии был именно Гальтон, а Питри докладывал о влиянии египтян на древних греков на материале раскопок в Навкратисе. На той же секции выступили археологи Огастес Питт-Риверс и Артур Эванс. Фонд исследований Египта в 1886 году создал специальный комитет для издания «Фотографий расовых типов». Открытие мумийных портретов из Гевары и их выставка в Лондоне (в Египетском зале на Пикадилли) произвели сенсацию, так как публикой они воспринимались как аналог новоевропейской реалистической и натуралистической живописи. На открытии присутствовали знаменитые исторические живописцы Альма-Тадема и Пойнтер. В письме Гальтону от 25 апреля 1888 года Питри полуиронически описывал свои занятия как гробокопательство, упомянув, кроме 60 открытых портретов, ещё 100 черепов, которые были отправлены в Музей естественной истории, начальник которого входил в издательский комитет «Расовых фотографий». Ранее, 3 апреля, раскопки Питри посетили Шлиман и Вирхов, при которых были открыты три мумии с портретами; в подарок немецкому антропологу Вирхову англичанин отправил 40 черепов. Изображённых на фаюмских портретах Георг Эберс и Амелия Эдвардс считали греками, сам Питри не высказывался по этому вопросу. Однако обнаруженную микенскую керамику бронзового века, найденную в Фаюме, археолог провозгласил «первыми следами контактов западных рас с Египтом».

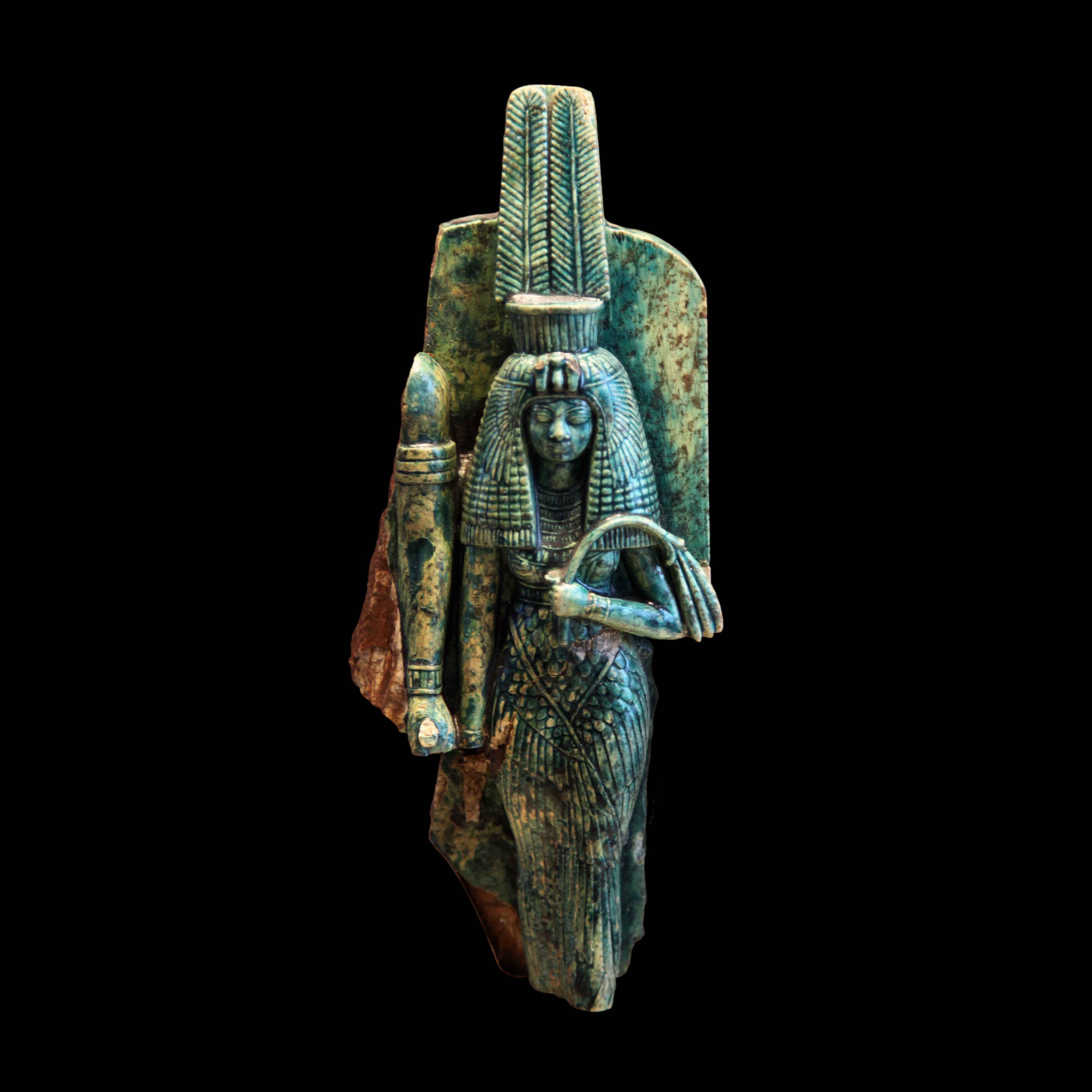
Семейная сцена Эхнатона и Нефертити. Египетский музей и собрание папирусов

Работая в Ахетатоне, Питри трактовал амарнскую эпоху с позиции расовой теории. В частности, основываясь на иконографии, он заявил, что мать Эхнатона — царица Тия — была сирийкой или митаннийкой, находя в её изображениях сходство с Нефертити, а также Рамессидами. Он полностью принял концепцию Арчибальда Сейса о «монотеистической революции», поскольку она согласовывалась как с викторианскими представлениями, так и с личной верой Флиндерса. Кроме того, библейские параллели помогали привлекать внимание публики к его раскопкам, которые освещались через газету «Таймс». Описывая Эхнатона, археолог исходил из постулата, что ребёнок наследует черты родителей в смешанном виде, но утверждал, что под влиянием властолюбивой матери в нём проявились наследственные семитские черты, включающие «мечтательность», идеализм и тяготение к монотеизму. «Художественная революция» амарнской эпохи вполне сопоставима с революцией в религии и этике, а также моногамными отношениями Эхнатона и Нефертити (он знал и о существовании наследника Тутанхамона). Религиозную философию атонизма Питри провозглашал оригинальной разработкой самого фараона, возникшей через семейную связь с народами Западной Азии. Питри выстраивал непрерывную цепь преемственности семитической духовности от Эхнатона через библейских пророков ко Христу. Принципиально здесь и то, что в системе расовых воззрений XIX века семитические народы имели склонность к «высшему мышлению и цивилизованным искусствам».
Флиндерс Питри поздно обратился к популярным в XIX веке сюжетам библейской археологии, даже несмотря на открытие Стелы Мернептаха. В 1911 году вышла его монография «Египет и Израиль», основанная на строго археологических выкладках, хотя, будучи христианским фундаменталистом, он должен был воспринимать библейскую картину мира буквально. Основываясь на антропологическом материале своей современности, Питри заявил о существовании в древности «несмешанного» семитского населения, разделяя на древних рельефах и статуях «еврейский», «сирийский» и «аморейский» типы. К этой тематике он вернулся в лекции 1922 года «Положение евреев в Египте», где попытался по иконографии проследить семитическое влияние в стране пирамид от времени Среднего царства, и особо останавливался на особом статусе еврейской общины при Птолемеях. Именно в этих публикациях, согласно Д. Челлис, проявились явные параллели египетской колонизации Леванта методам управления Британской империей.

#### Гипермиграционизм
В 1906 году Питри был удостоен медали Гексли (учреждённой в 1900 году), которая сопровождалась лекцией для Антропологического института Великобритании и Ирландии. Темой её стали «Миграции» из Западной Азии в Европу, основанные на собственных измерениях мумий и костяков во время раскопок. Питри начинал изложение от населения в Египте десятитысячелетней давности, утверждая, что коренное население нильской долины, так называемые «бушмены», оставившие петроглифы, были истреблены вторгшейся расой высшего порядка — ливийцами и семитами, которых, в свою очередь сменила «новая» раса династических египтян. То есть вся история Древнего Египта сводилась Питри к борьбе рас с последующим смешением и поглощением, которое приводило к поступательному развитию цивилизации. Это неизбежно вызывало аналогии с Законом об иностранцах, принятым в Великобритании в 1905 году, который ограничивал иммиграцию в страну. Флиндерс заявлял, что миграция полезна, если переселенцы трудолюбивы и принадлежат к деятельному типу. Это иллюстрировалось примером Римской империи: по мнению археолога, римляне не пришли бы в упадок, если бы смешали свою расу со вторгшимися готами. Эта часть лекции иллюстрировалась 28 картами варварских вторжений в раннесредневековую Европу, тут же приводились антропологические признаки расы: рост, цвет кожи (опциональный), «физиономия и общее выражение» (сложно формализуемое), язык, культура (прежде всего, искусство и законодательство). Подводя итоги позитивным миграциям, Питри сравнил их с «прополкой» человеческого рода. В этой же лекции археолог обрушился на идеологию коммунизма, тред-юнионизм и социальную поддержку бедных со стороны государства как «способствующих вырождению расы». В то же время он, проявляя географический детерминизм, положительно относился к переселению «экваториальных рас» в умеренные широты, так как они будут приобретать «энергию для дальнейшего развития».
Морфологическую связь цивилизации с искусством Питри подчёркивал в лекции в Королевском институте 28 апреля 1911 года «Революция цивилизации». Одобрение этой лекции выказал Бернард Шоу. Основываясь на древнегреческом искусстве как эталоне, Питри выделил в истории Египта восемь этапов развития искусства, причём, как и в случае с керамикой, считал этот процесс регрессивным. Иными словами, наиболее совершенным было искусство I и II династий, а Новое царство Питри считал «упадочным»; аргументация строилась исключительно на скульптурных изображениях голов фараонов. Он проводил аналогии с работами Эванса на Крите, сопоставляя доэллинское искусство Микен с классическим. Всё это вновь служило для подтверждения важности миграций и расового смешения. Для формирования искусства огромную роль, согласно Питри, играло государство и способ правления. Демократия хрупка и существует лишь до момента, когда «большинство, лишённое капитала, сдерживается меньшинством, проедающим свой капитал». После революционных потрясений низшие сословия будут сметены «наиболее приспособленными» вторженцами. Ассириолог Сидни Смит находил в этом тексте предвосхищение «Заката Европы» Шпенглера.
Миграционизм Питри, однако, противостоял замкнутым цивилизациям Шпенглера, ибо доктрина английского археолога являлась частным примером диффузионизма. Среди его коллег по Лондонскому университетскому колледжу самым ярым пропагандистом культурной диффузии был Графтон Эллиот Смит, утверждавший, что любое культурное сходство может быть объяснено миграциями и заимствованиями. Именно Смит обосновал уникальность природной среды Египта, но использовал его для доказательства, что это есть «праматерь мировых культур»: именно из долины Нила распространились техники земледелия, религиозные представления и ритуалы, ремёсла, в том числе мумификация. В 1911 году вышла его книга «Древние египтяне и их влияние», в которой утверждалось, что уникальная среда Египта препятствовала любому вмешательству в развитие его цивилизации извне, но позволяло свободно распространять достижения и инновации на окружающие народы. Именно египтяне «силой своего примера вывели европейцев из пустыни каменного века в Землю обетованную цивилизованности». Питри в 1910-е годы стал с ним конфликтовать, первоначально из-за вопроса о существовании каннибализма в додинастическом Египте. Собственную диффузионистскую концепцию Питри изложил в книге 1939 года «Создание Египта», посвящённой праистории страны пирамид. Питри объяснял все культурные сдвиги и изменения в долине Нила как массовыми миграциями, так и появлением небольших групп со всех сторон — и Эфиопии, и пустынь Африки и Аравии, и морского побережья. Биологическое и культурное смешивание пришельцев и аборигенов осуществлялось параллельно. В силу своих взглядов, Питри вообще считал невозможным культурные перемены без сопутствующих или предшествующих биологических предпосылок. При очень крупных миграциях возможна полная смена населения (монгольское нашествие), убийство мужчин и захват пришельцами женщин (Троянская война), порабощение мужчин и захват женщин (действия немцев во время Первой мировой войны), превращение аборигенов в илотов (Спарта), превращение завоёванных народов в стабильный источник дохода (Османская империя), ассимиляция мигрантов аборигенами (средневековая Англия и Фландрия), заимствование аборигенами культуры малочисленных пришельцев (древняя Япония). Собственно, в Древнем Египте Питри выделил девять культурных сдвигов, из которых восемь объяснял миграциями и лишь один — диффузией. Египетский миграционизм Питри является центростремительным, то есть все инвазии направлены на Египет. При этом Флиндерс Питри (по Л. Клейну, это очень показательно для его мышления) практически не задавался вопросами происхождения тех или иных волн миграции, констатируя их прибытие и последствия для развития Египта. Таким образом, не формулируемая им явно философия истории сводилась к разрывам постепенности и преемственности, серии катастрофических перемен, впрочем, не связываемых с социальными революциями.

## Наследие. Память

### Увековечивание памяти, историография

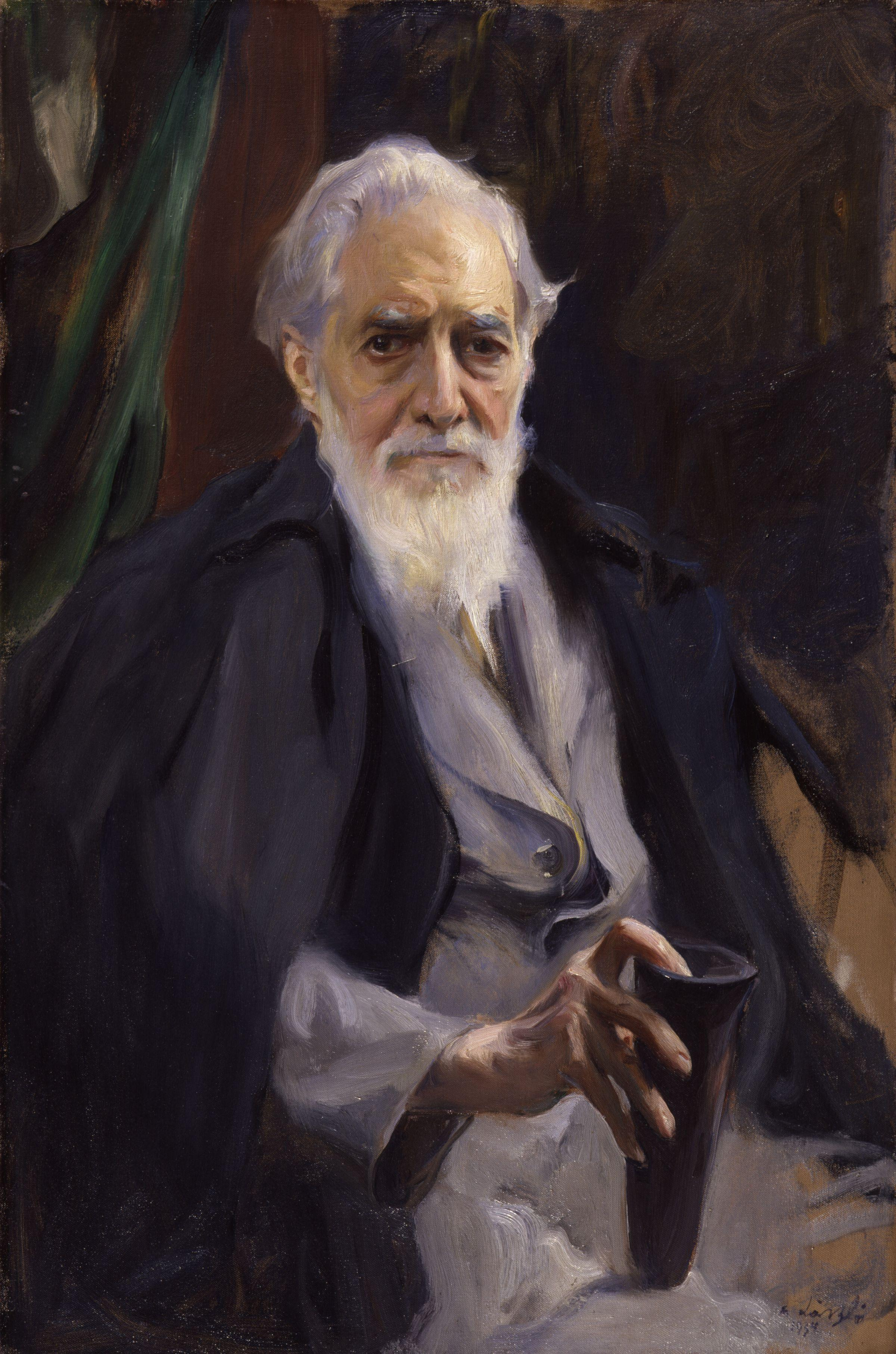
Филип де Ласло. Портрет сэра Флиндерса Питри. 1934. Холст, масло, 90,2 × 59,4 см. Национальная портретная галерея

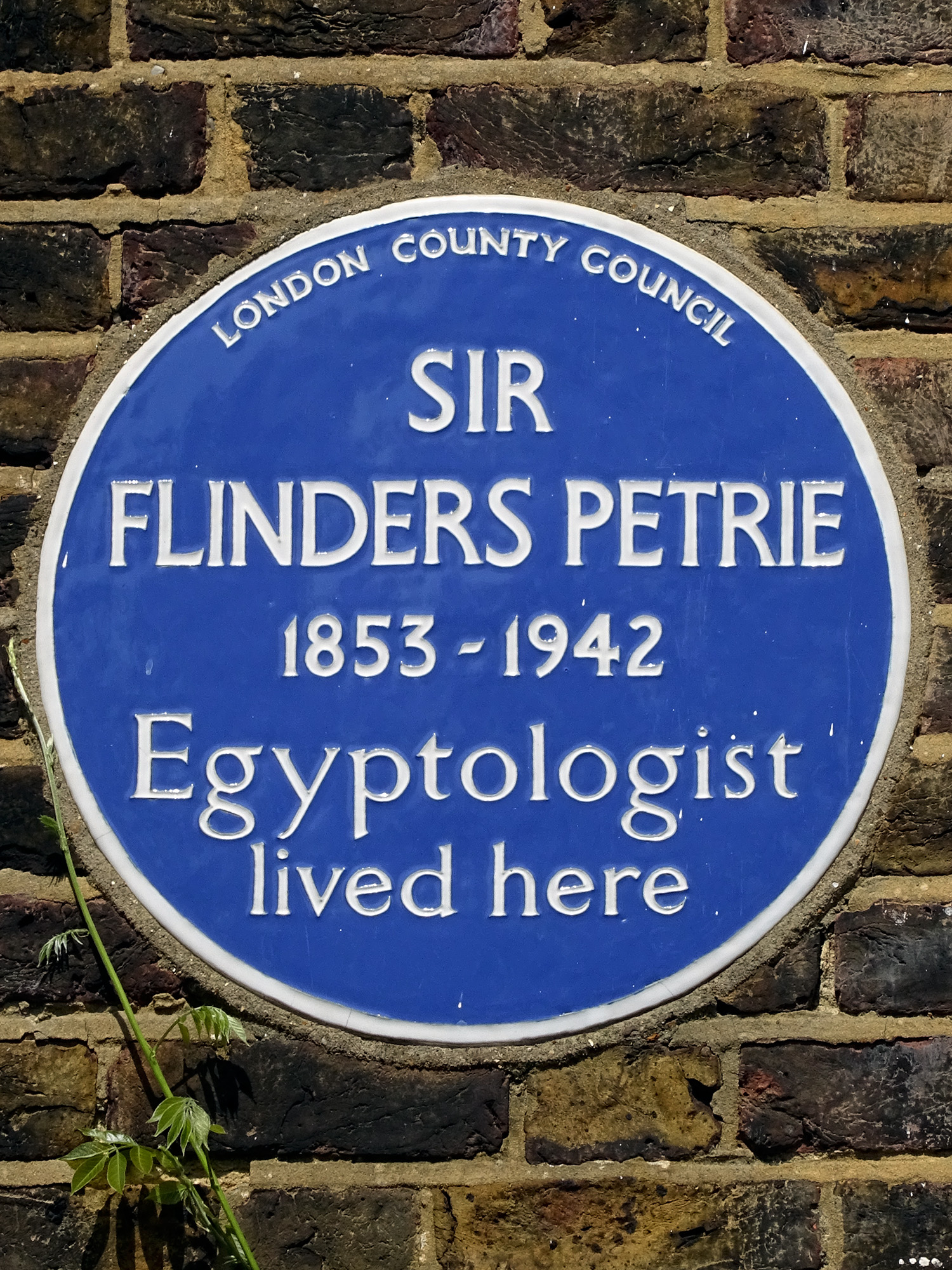
Памятная доска на последнем обиталище Ф. Питри в Лондоне — Кэннон-Плейс, № 5

Флиндерс Питри скончался на периферии Британской империи в разгар Второй мировой войны, его кончина никак не отмечалась официальными институтами. Некрологов было немного, часть их выходила с большим опозданием. 17 июня 1953 года Университетский колледж Лондона провёл торжественную церемонию в честь столетия со дня рождения «одного из самых выдающихся профессоров». Мероприятие пришлось перенести на две недели из-за коронации Елизаветы II. На торжественном акте присутствовала леди Питри, их с Флиндерсом сын и дочь, с единственной внучкой Лизеттой, а также двоюродный брат покойного — психолог Александр Питри. Были представлены многие музеи Великобритании, США и Канады. В течение 1953 года тематические экспозиции находок Питри провели Британский и Эшмоловский музеи, Королевский музей Онтарио, один или два лондонских книготорговца устроили выставки книг юбиляра. Выставку палестинских находок провели в Институте археологии в Риджентс-Парке. В речах подчёркивалось, что после основания кафедры археологии в Лондоне шесть десятков лет подряд не было ни одного британского египтолога, который не был каким-либо образом связан с Питри. В завершении церемонии продемонстрировали любительский кинофильм, снятый художником де Ласло во время написания портрета учёного. На стене последнего дома, в котором Питри проживал в Лондоне (Хампстед, Кэннон-Плейс, № 5), в дни столетних торжеств была установлена памятная доска.
В честь 70-летия Ф. Питри Университетским колледжем была собрана некоторая сумма, на которую в том же 1923 году был разработан дизайн и были отлиты 20 бронзовых медалей. Сенат колледжа в 1925 году постановил награждать Медалью Питри раз в три года «за выдающиеся археологические заслуги, желательно, британского подданного». Имя награждаемого выбивалось на вручаемом экземпляре медали. Так как осталось ещё 75 фунтов стерлингов, постановлялось, что когда все двадцать медалей будут вручены, оставшаяся сумма может быть потрачена на заказ дополнительных медалей. Первым награждённым стал лично Флиндерс Питри. Далее награждения следовали согласно статуту: Аурель Стейн (1928), Артур Эванс (1931), Анри Брёйль (1934), и другие. Награждения возобновились в 1950 году; последним, седьмым по счёту, в 1957 году медали Питри удостоился Леонард Вулли. Среди награждённых Питри оказался единственным египтологом. До 1976 года считалось, что 13 оставшихся медалей утеряны. В 1984 году медалью стали награждать самых многообещающих магистрантов-археологов (с вручением премии Питри в 100, а затем в 150 фунтов стерлингов). Последняя из тринадцати оригинальных медалей присуждалась в 1993 году, далее были отчеканены две реплики, и после 1995 года премия Питри для магистров-археологов вручается без медали. Институт археологии в 2005 году обсуждал восстановление медали Питри в её изначальном виде (с вручением раз в три года выдающемуся археологу мирового класса), но это так и не было сделано.
В 1992 году широко отмечалось столетие департамента египтологии в Лондонском университете; в честь события был анонсирован курс лекций, выпущены новое издание Кахунских папирусов и монография Розалинд Дженссен «Первое столетие: египтология в Лондонском университетском колледже, 1892—1992».
В 2012 году Управление древностей Израиля провело на горе Сион церемонию, посвящённую 70-летию кончины археолога, на которую собралось около полутора сотен человек. Её участник Шимон Гибсон в 1989 году идентифицировал заспиртованную голову Флиндерса Питри, хранящуюся в Королевском колледже хирургов в Лондоне. В том же 2012 году телеканал BBC Four поставил документальный фильм «Человек, который открыл Египет» (режиссёр Дебора Перкин); текст читал и давал пояснения египтолог Крис Нонтон, и некоторые другие его коллеги. К тому времени имя Питри было основательно забыто у него на родине: рецензент газеты «The Guardian» отмечал, что до просмотра фильма никогда ничего не слышал об этом викторианском археологе.
Имя Флиндерса Питри упоминается во всех трудах по истории египтологии; несмотря на это, долгое время не существовало его научной биографии. Единственная фундаментальная монография Маргарет Дроуэр, основанная на солидном корпусе первоисточников, вышла в свет в 1985 году и через десять лет была переиздана в дополненном виде. Книга также содержала подробнейшее жизнеописание Хильды Питри. В 2013 году вышло исследование Дебби Челлис, посвящённое сравнительному исследованию евгенических взглядов Гальтона и Питри, вызвавшее полярно противоположные рецензии; книга была негативно встречена представителями «критической расовой теории».

### Музей египетской археологии Питри
Музей египетской археологии Питри административно подчинён департаменту археологии Лондонского университетского колледжа, и создан по завещанию А. Эдвардс одновременно с ним в 1892 году. Ядром его собрания является личная коллекция Питри, предметы в которой откладывались с 1883 года, как во время раскопок, так и путём покупки у местных жителей и торговцев антиквариатом, в дальнейшем собрание пополнялось за счёт пожертвований частных лиц (Альфред Лэнгтон) и организаций (Уэллслианский институт медицины), с 1952 года музей связан с Обществом исследований Египта. Музейное собрание было куплено колледжем в 1913 году на средства жертвователей, в 1915 году вышел первый путеводитель. В то время музей располагался в галерее главного здания колледжа на верхнем этаже, для широкой публики собрание было недоступно. Во время Второй мировой войны коллекции были упакованы и эвакуированы, а здание, в котором они хранились, в 1941 году было уничтожено немецкой авиабомбой. С 1950-х годов фонды находятся в перестроенном здании бывшей конюшни. Полная реконструкция осуществлялась в 1982—1986 годах, торжественное открытие проводилось в 1988 году египетским послом, после этого музей доступен для посещения публикой, а не только студентами и учёными.

Музей египетской археологии Питри
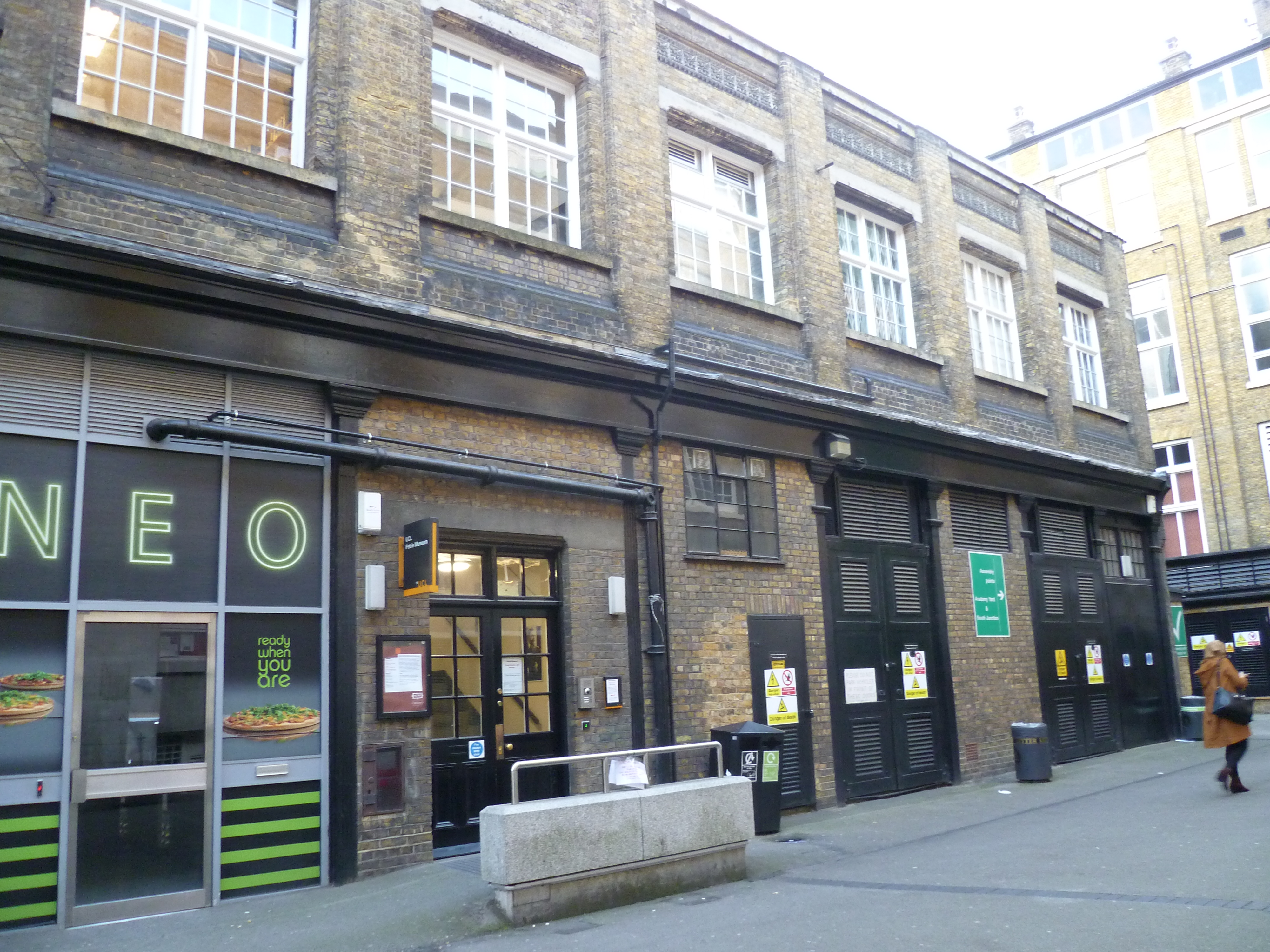
Вид здания
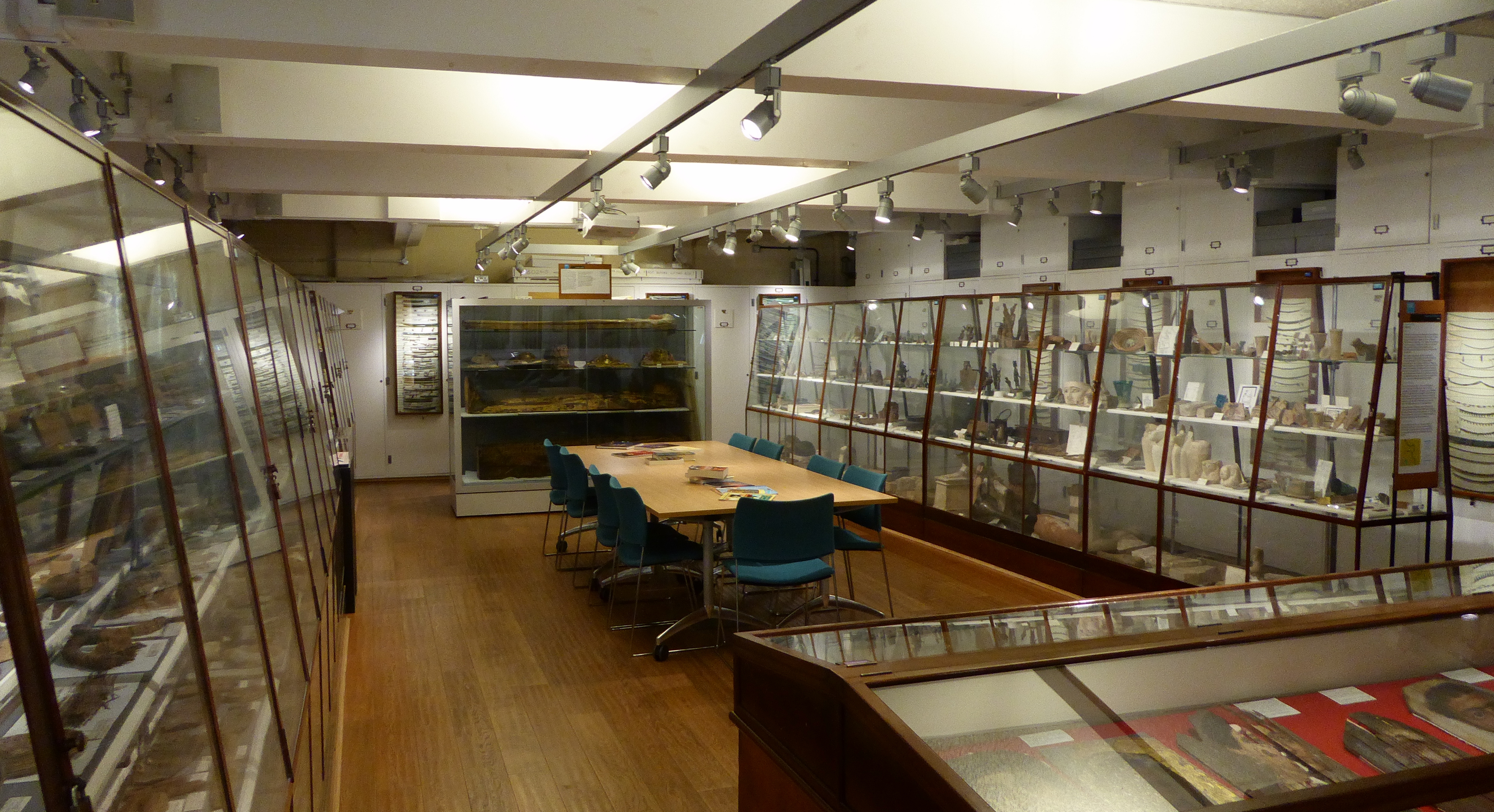
Хранилище фаюмских портретов
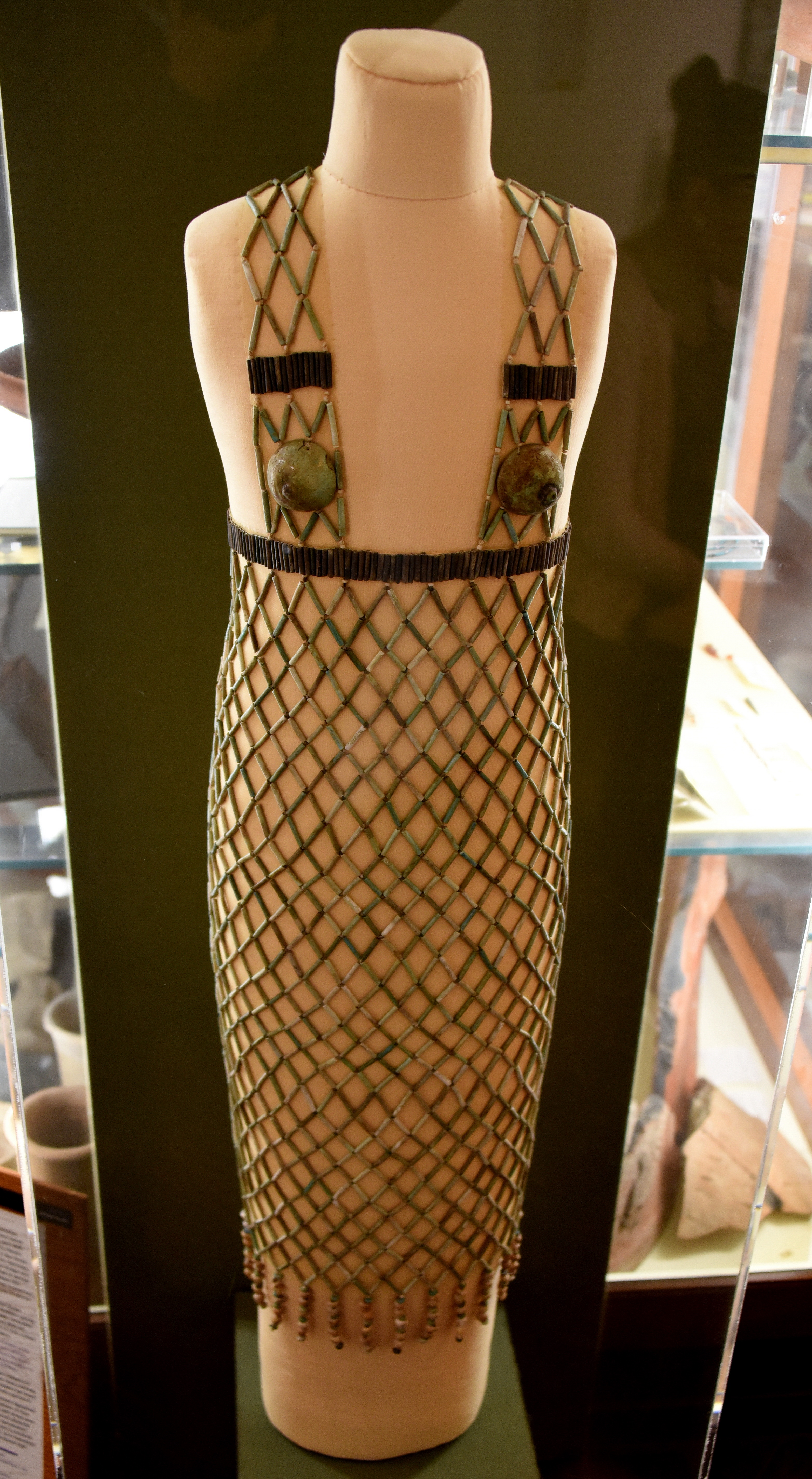
Хорошо сохранившееся платье-сетка танцовщицы
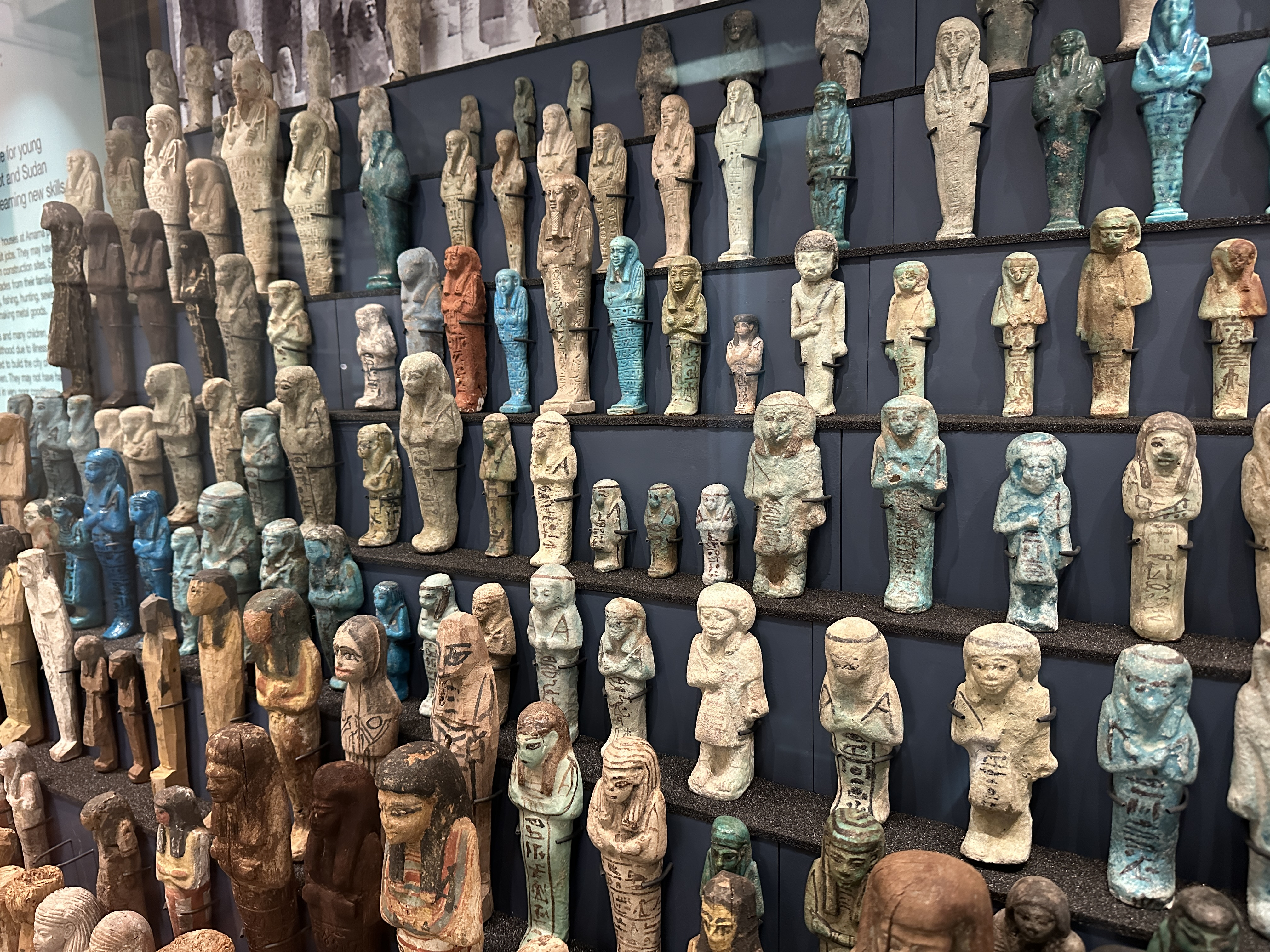
Коллекция ушебти

Хронологически собрание охватывает всю историю Древнего Египта от додинастических до римских времён. Флиндерс Питри принципиально составлял археологическую коллекцию, предметы в которой, как правило, лишены художественной ценности, но позволяют подробнейшим образом документировать стадии технического и культурного развития египетской цивилизации. Коллекции Музея Питри являются ценным ресурсом для обучения археологов и музейных хранителей, специализирующихся по Египту. С 1975 года ведётся систематическая работа по консервированию и реставрации объектов. В ходе разбора запасников произошли вторичные открытия: очищенные от грязи древнейшие изделия из слоновой кости в династическом Египте, а также предметы одежды превосходной сохранности, в основном из фаюмских находок. Ткани в 1977 году были подвергнуты консервации в реставрационных мастерских Музея Виктории и Альберта. Среди несортированного «тряпья» в 1982 году была идентифицирована льняная туника I династии с пришитыми рукавами. С 1972 года публикуются систематические каталоги музейных собраний. Помещения музея используются для обучения бакалавров и магистров. К 2020-м годам музейный фонд составляет около 80 000 экспонатов.

Экспонаты Музея Питри
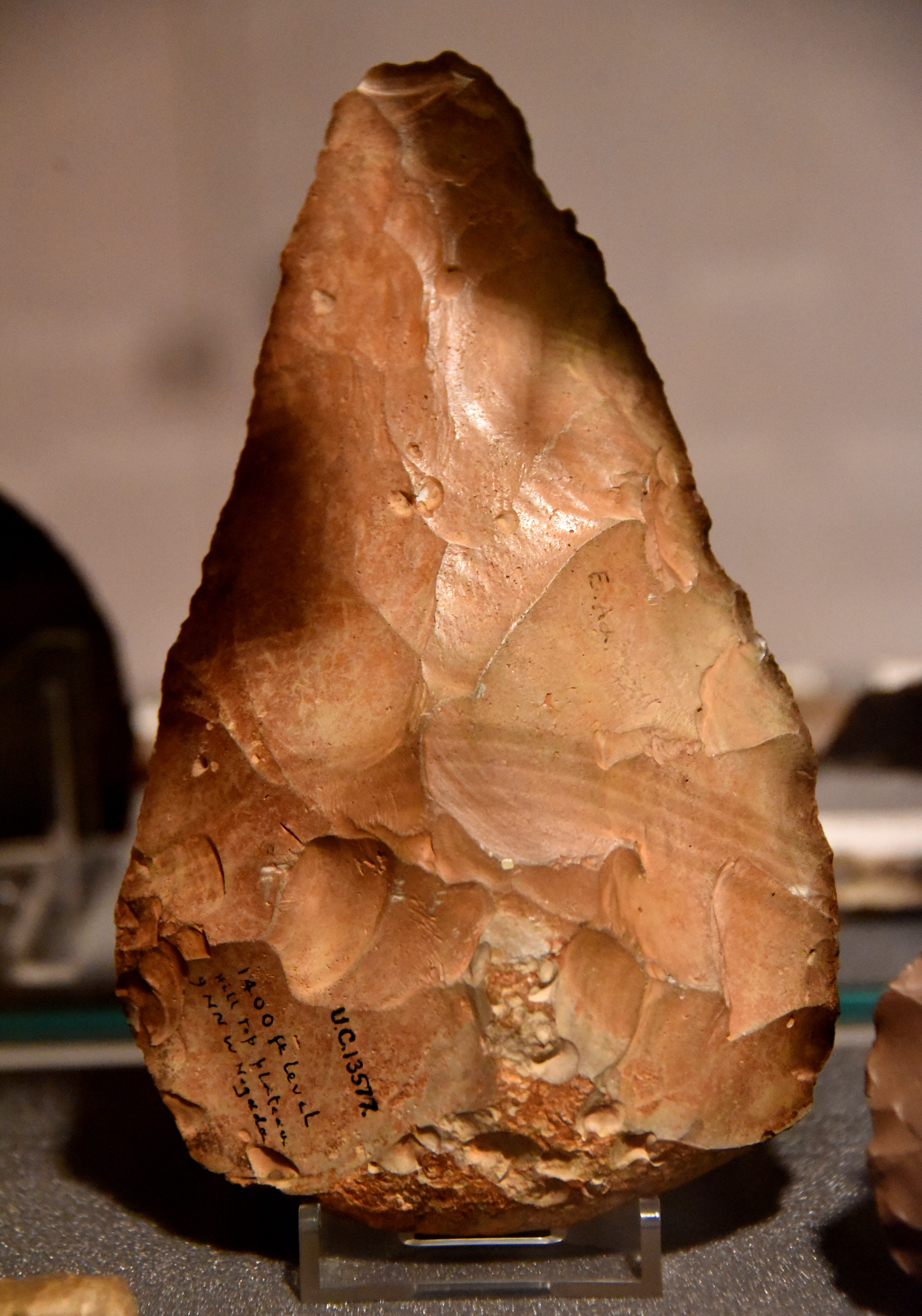
Ашельское рубило из Накады
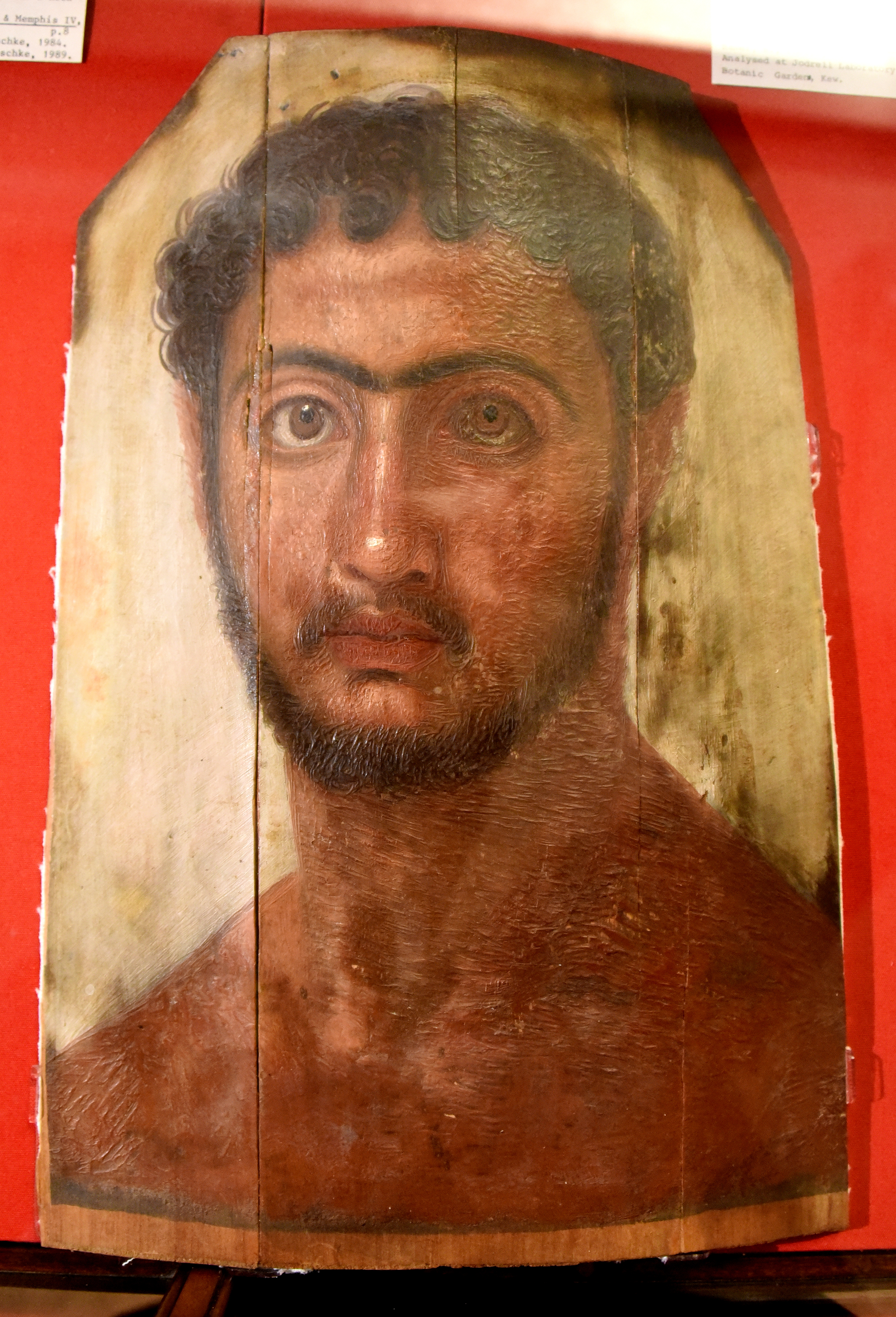
Один из фаюмских портретов (Petrie 8; каталожное обозначение UC 19610)
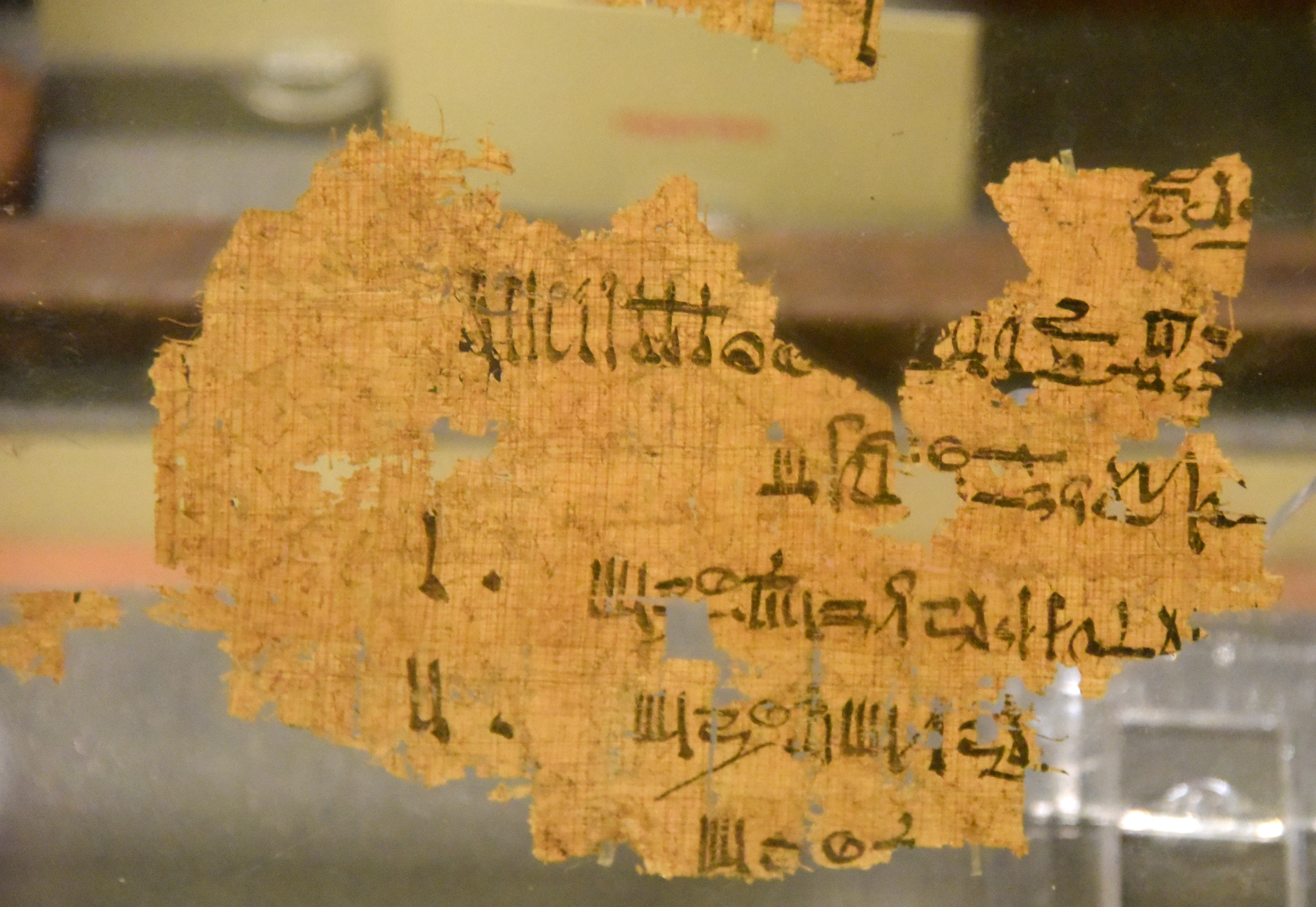
Папирус с упоминанием замужества хеттской принцессы за фараоном Рамзесом II
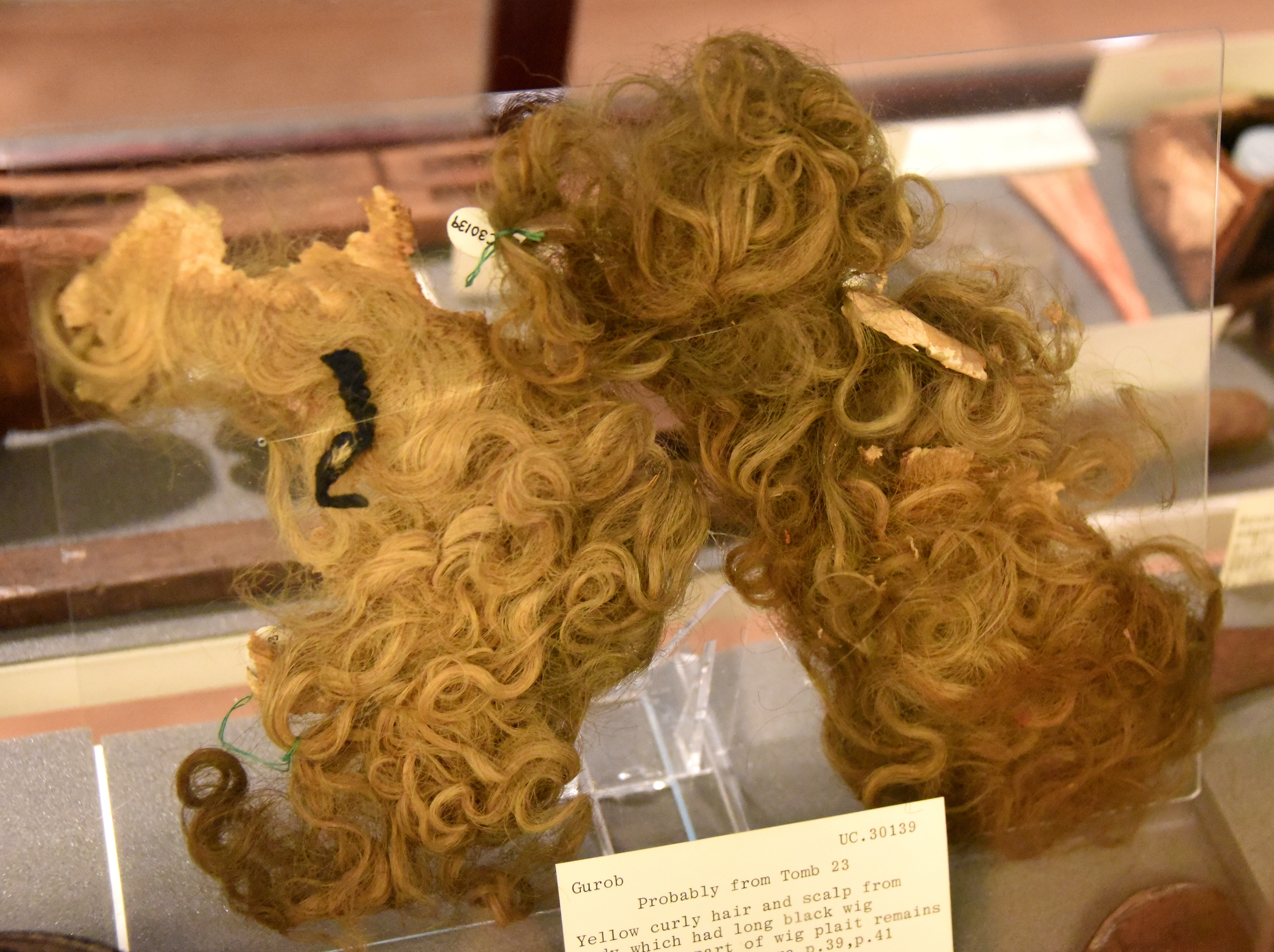
Скальп с сохранившимися светлыми волосами из гробницы в Гуробе XVIII или XIX династии

### Монографии и мемуары
- Assembling the past: studies in the professionalization of archaeology / edited by Alice B. Kehoe and Mary Beth Emmerichs. — Albuquerque : University of New Mexico Press, 1999. — vii, 232 p. — ISBN 0-8263-1939-4.
- Breaking ground : pioneering women archaeologists / Ed. by Getzel M. Cohen and Martha Sharp Joukowsky. — Ann Arbor : The University of Michigan Press, 2006. — x, 571 p. — ISBN 0-472-11372-0.
- Challis D. The Archaeology of Race: The Eugenic Ideas of Francis Galton and Flinders Petrie. — London : Bloomsbury Academic, 2013. — 217 p. — ISBN 978-1780934204.
- Drower M. Flinders Petrie: a life in archaeology. — Second Edition. — Madison : The University of Wisconsin Press, 1995. — xxiv, 500 p. — (Wisconsin studies in classics). — ISBN 0-299-14620-0.
- Fagan B. The Rape of the Nile: Tomb Robbers, Tourists, and Archaeologists in Egypt. — New York : Charles Scribner’s Sons, 1975. — xiv, 399 p. — ISBN 0-684-15058-1.
- Fagan B. William Matthew Flinders Petrie // Archaeologists: explorers of the human past. — Oxford University Press, 2003. — P. 78—81. — 191 p. — (Oxford profiles). — ISBN 0-19-511946-0.
- Flinders Petrie W. N. Seventy Years In Archaeology: A Father in Egyptology. — London : Routledge, 2003. — viii, 284 p. — First published 1931. — ISBN 978-0-7103-0841-2.
- A History of World Egyptology / Edited by Andrew Bednarski, University of Cambridge, Aidan Dodson, University of Bristol, Salima Ikram, American University in Cairo. — Cambridge University Press, 2021. — xxviii, 572 p. — ISBN 978-1-107-06283-2.
- Janssen R. The first hundred years : Egyptology at University College London, 1892—1992. — London : Univ. College of London, 1992. — xvii, 105 p. — ISBN 0-902137-33-6.
- Living images : Egyptian funerary portraits in the Petrie Museum / edited by Janet Picton, Stephen Quirke, Paul C. Roberts.. — London and New York : Routledge, 2007. — 318 p. — (University College London Institute of Archaeology publications). — ISBN 978-1-59874-251-0.
- Wilkinson T. A World Beneath the Sands: The Golden Age of Egyptology. — New York : W. W. Norton & Company, 2020. — 436 p. — ISBN 9781324006893.
- Wortham J. D. British Egyptology, 1549—1906. — Newton Abbot : David and Charles, 1971. — xvi, 171 p. — ISBN 0-7153-5545-7.
- Клейн Л. С. История археологической мысли. — СПб. : Издательство СПбГУ, 2011. — Т. 1. — С. 578—587. — 688 с. — ISBN 978-5-288-05166-1 (Т. 1). — ISBN 978-5-288-05165-4.
- Томсинов В. А. Краткая история египтологии. — М. : Зеркало, Изд. дом «Вече», 2004. — 320 с. — (Исследования по всемирной истории). — ISBN 5-8078-0103-2.

### Некрологи
- Glueck N., Albright W. F. Sir W. M. Flinders Petrie, 1853—1942 :  [англ.] // Bulletin of the American Schools of Oriental Research. — 1942. — No. 87 (October). — P. 6—8. — JSTOR 1355456.
- J. L. M. Obituary: Sir Flinders Petrie. F.R.S. :  [англ.] // Man. — 1943. — Vol. 43. — P. 20—21. — JSTOR 2792726.
- Newberry P. E. William Matthew Flinders Petrie, Kt., F.R.S., F.B.A :  [англ.] // The Journal of Egyptian Archaeology. — 1943. — Vol. 29 (December). — P. 67—70. — JSTOR 3855041.
- Scharff A. William Flinders Petrie :  [нем.] // Archiv für Orientforschung. — 1945. — Bd. 15. — S. 187. — JSTOR 41635728.
- Smith S. William Matthew Flinders Petrie. 1853—1942 :  [англ.] // Obituary Notices of Fellows of the Royal Society. — 1945. — Vol. 5, no. 14 (November). — P. 3—16. — JSTOR 769106.
- Stinespring W. F. Flinders Petrie: 1853—1942 :  [англ.] // The Biblical Archaeologist. — 1942. — Vol. V, no. 3 (September). — P. 33—36. — JSTOR 3209318.

### Статьи
- Adams B. The Museum Trail: The Petrie Museum of Egyptian Archaeology: University College London :  [англ.] // The Biblical Archaeologist. — 1984. — Vol. 47, no. 4 (December). — P. 240—244. — JSTOR 3209906.
- Brügger D. Petrie at Hawara: Pioneering Debatable Standards? :  [англ.] // Bulletin of the History of Archaeology. — 2022. — Vol. 31, no. 1. — P. 3. — doi:10.5334/bha-666.
- Fargo V. A. BA Portrait: Sir Flinders Petrie :  [англ.] // The Biblical Archaeologist. — 1984. — Vol. 47, no. 4 (December). — P. 220—223.
- Gertzen T. L., Grötschel M. Flinders Petrie, the Travelling Salesman Problem, and the Beginning of Mathematical Modeling in Archaeology // Documenta Mathematica. — 2012. — Vol. Extra Volume. — P. 199–210.
- Sparks R. T. Flinders Petrie through word and deed: re-evaluating Petrie's field techniques and their impact on object recovery in British mandate Palestine // Palestine exploration quarterly. — 2013. — Vol. 145, no. 2. — P. 143—149. — doi:10.1179/0031032813Z.00000000049.
- Stevenson A. ‘We Seem to be Working in the Same Line’: A. H. L. F. Pitt-Rivers and W. M. F. Petrie :  [англ.] // Bulletin of the History of Archaeology. — 2012. — Vol. 22, no. 1. — P. 4—13. — doi:10.5334/bha.22112.
- Trumpour M., Schultz T. The «Father of Egyptology» in Canada :  [англ.] // Journal of the American Research Center in Egypt. — 2008. — Vol. 44. — P. 159—167. — JSTOR 27801627.
- Uphill E. P. A Bibliography of Sir William Matthew Flinders Petrie (1853—1942) :  [англ.] // Journal of Near Eastern Studies. — 1972. — Vol. 31, no. 4 (October). — P. 356—379. — JSTOR 543795.